# Geschichte des Straßenbahnnetzes Dresden

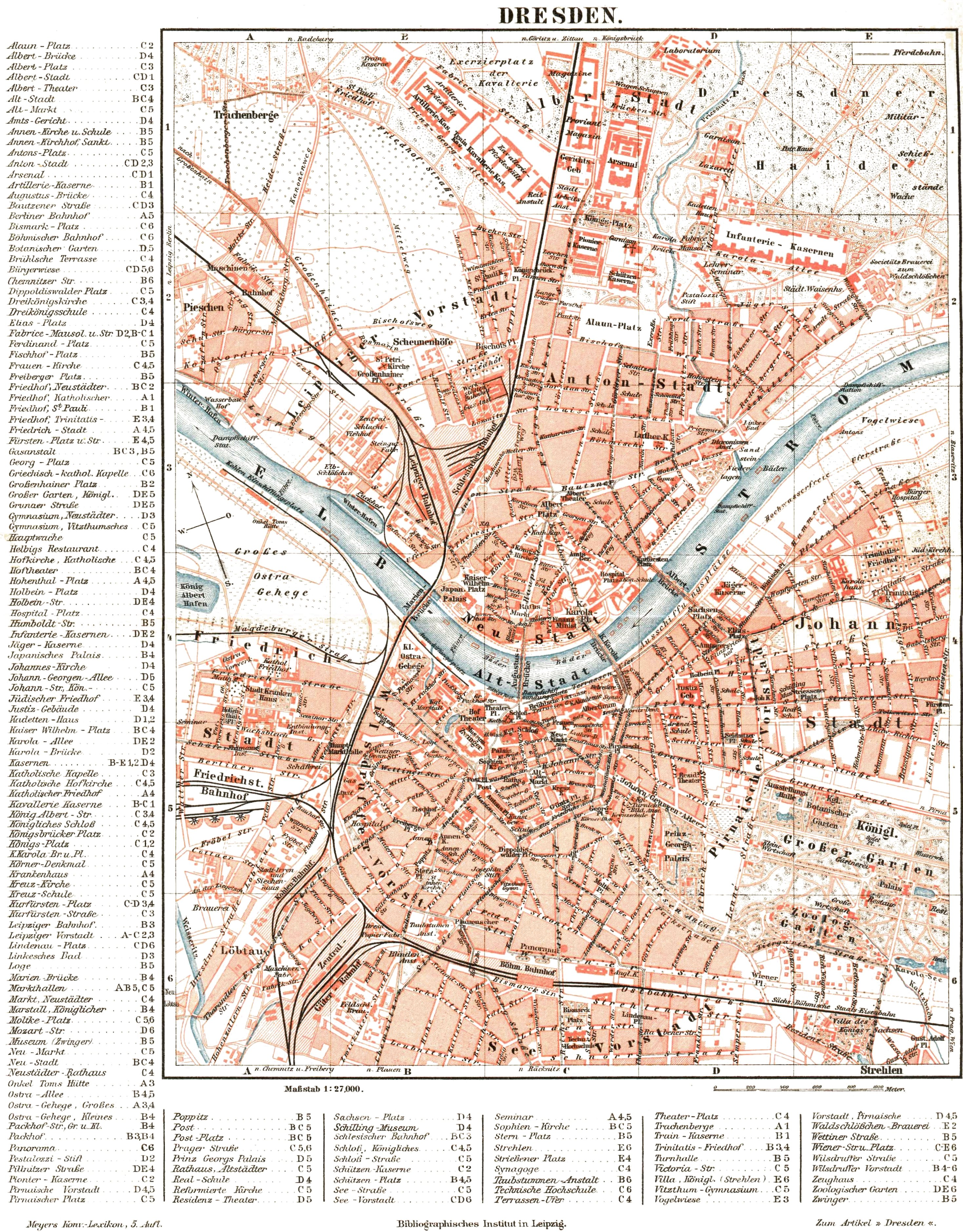
Pferdebahnen in Dresden um 1895

Die Dresdner Verkehrsbetriebe (DVB) betreiben mit der Straßenbahn Dresden heute eines der größten Straßenbahnnetze Deutschlands. Die Geschichte des Straßenbahnnetzes Dresden wird in Form von Tabellen dargestellt, die Streckeneröffnungen, Elektrifizierungen, Neutrassierungen, Stilllegungen und Betriebsstrecken enthalten. In den Tabellen werden die zeitgenössischen Straßennamen verwendet, sofern sie bekannt sind. Die heutigen Bezeichnungen sind jeweils (in Klammern) hinzugefügt. Als Stilllegungstermin ist in der Regel der Tag nach der letzten planmäßigen Bedienung genannt, einige Strecken können danach noch eine Zeit lang als Betriebsstrecke vorgehalten worden sein. Auch der umgekehrte Fall ist möglich: Eine letzte linienmäßige Befahrung ist bekannt, ein konkreter Stilllegungstermin aber nicht.
Eine Zusammenstellung historischer Liniennetze ist unter Straßenbahn Dresden#Historische Entwicklung des Strecken- und Liniennetzes der Dresdner Straßenbahn zu finden, besagt aber auf Grund ihrer jeweiligen „Momentaufnahmen“ allerdings nichts über etwaige Streckenabschnitte: Deren Eröffnungs- (bzw. Stilllegungs-) daten sind Gegenstand dieses Artikels.

## Vorbemerkung zum Umgang mit den Daten (Methodik)
- Die Daten wurden unter Heranziehung verschiedenster Quellen (siehe Abschnitt Literatur) mit größtmöglicher Sorgfalt recherchiert und belegt. Hierarchisch gilt ein Datum in einem Zeitungsbeitrag, gerade der frühen Jahre (Streckeneröffnungen) höher als jede andere Veröffentlichung. Eine Veröffentlichung in einem Fachartikel ist generell höherwertig als ein Datum in einem Fachbuch. Dieses wiederum gilt als höherwertig gegenüber einem Sammelband, Jahrbuch o. ä. Erst an letzter Stelle wird auf Internet-Einträge zugegriffen, die, sofern aktuell bis dahin nicht geschehen, überdies im Webarchiv gesichert wurden.

- Das schließt nicht aus, dass ein Fachartikel Fehler beinhalten kann, erscheint jedoch als größtmögliche Annäherung; im Einzelfall in einem Fachartikel wiederum vorhandene falsche Daten wurden dann stillschweigend berichtigt, wenn es sich um Schreibfehler o. ä. handelte (Beispiel Eröffnung Gleisschleife Zschertnitz: Fachartikel sagt 10. Mai 1976, alle weiteren Belege 15. Mai 1976, Foto auf Commons 15. Mai 1976 – Eintrag: 15. Mai 1976).

- Neu: Mit der Internet-Bereitstellung von Digitalisaten historischer Tageszeitungen kann auch der Datums-Wirrwarr um frühe Eröffnungsdaten aufgelöst werden. Als Beispiel kann die Strecke Postplatz – Löbtau (historisch korrekt: Post-Platz – Löbtau) dienen. Mit dem Eröffnungsnachweis für den 7. Juli 1881 in der Tageszeitung Dresdner Nachrichten ergibt sich, dass sämtliche Angaben in der Fachliteratur dazu falsch sind.

- Daten dieses Artikels sind allerdings nur dann geprüft und belegt, wenn ein entsprechender Eintrag in der Spalte Beleg vorhanden ist, oder sich am Ende des erläuternden Textes des jeweiligen Abschnittes vor der Tabelle befindet. Sofern eine Kennzeichnung als Privat erfolgte, stammen die jeweiligen Daten von einer privaten Homepage, die ihrerseits fehlerbehaftet ist und keine Quelle für die Herkunft der Daten angibt. Die Daten sollten demnächst durch geeignete andere Belege sukzessive ersetzt werden.

- Eine Kennzeichnung als Beleg fehlt markiert Daten, die entweder bei der Erstellung des Artikels eingebracht wurden und bisher nicht verifiziert werden konnten, oder die nachträglich als für die geschichtliche Abfolge als erforderlich eingebracht wurden, aber ebenfalls nicht verifiziert werden konnten. Ein Beispiel für Letzteres ist: Verlängerung des eigenen Bahnkörpers von Ammon-/Rosenstraße bis Ammon-/Ehrlichstraße (als heutige Trasse) ist nur als ca.-Datum verfügbar. Das wird weder in der Literatur, noch durch die private Webarchiv-Quelle abgedeckt, er fehlte bis zum Nachtrag sogar völlig in früheren Versionen und ist trotzdem ein Faktum für die Geschichte des Netzes.

- Teilweise sind Daten ab 1945 für den konkreten Sachverhalt noch zu belegen. Ein solcher Sachverhalt gehört zu den noch zu belegenden ca.-Daten.

- Der Abschnitt Anmerkungen wiederum gibt einige Details wieder, die Querverbindungen zur Literatur deutlich machen (Vogelwiesenlinie), andererseits auch solche, die sich nicht so allgemein finden lassen (Wo war die steilste Strecke im Streckennetz?). Dort wird aber auch in einigen Punkten aufmerksam gemacht, dass es (erhebliche und nicht aufklärbare) Diskrepanzen zwischen offiziellen Darstellungen und der historisch nachweisbaren Situation vor Ort gibt. Als Beispiel sei „Gleisschleife Dreyßigplatz“ (Mickten) angeführt, die offiziell und nach Darstellung der DVB 1938 eröffnet wurde. Dazu ist hingegen mindestens ein Foto belegbar, dass sie im Sommer 1930 bereits in Betrieb war und ein weiteres von 1931, die sie auch im Betrieb (wendende und wartende Wagenzüge) zeigt: Auch dieser Klärungsbedarf ist dort zu finden.

## Entwicklung des Gleisnetzes

### Dresdner Straßenbahn-Gesellschaft und Vorgänger
Im März 1869 beantragten Gabriel Graf Diodati und der Genfer Bankier Adolph Schaeck bei der Stadt Dresden eine Konzession für den Bau von Pferdebahnen. Sie zogen den Antrag später zurück, nachdem die Stadt an eine Konzessionserteilung zu hohe finanzielle Bedingungen geknüpft hatte. Sie versuchten es – mit Erfolg – zwei Jahre später in Leipzig.
In Dresden bemühten sich indes mehrere weitere Personen bzw. Konsortien, wie der Dresdner Omnibusverein, die Berliner Baugesellschaft für Eisenbahnunternehmungen oder die Firma de la Hault und Ernst Donner aus Brüssel um eine Konzession, jedoch wurde erst am 30. Oktober 1871 ein Vertrag über 50 Jahre mit Arnold von Etlinger aus Philadelphia geschlossen, der vorsah, dass nach Ablauf der Konzession die Stadt das Recht hat, die Bahn zu kaufen oder abreißen zu lassen. Etlinger verkaufte die Konzession am 9. Dezember (genehmigt: 28. Dezember) des gleichen Jahres an die von ihm gegründete Kontinental-Pferdeeisenbahn-Aktiengesellschaft zu Berlin. Baubeginn für die Pferdebahn war am 19. März 1872.
Am 26. September 1872 wurde die erste Pferdestraßenbahnlinie (Conti-Linie) eröffnet. Sie wurde mit dem Spurmaß von 1440 mm angelegt (in damaligen Schriften als Spurweite zwischen den inneren Spurkranzrändern bezeichnet). In Umrechnung zwischen Spurmaß (der damaligen Spurweite laut Vertrag) und der seit Jahrzehnten definierten Spurweite der Bahn, gemessen zwischen den Schienenköpfen, beträgt insgesamt 15 Millimeter, mithin hat die Straßenbahn Dresden eine Spurweite von 1450 mm, häufig als „Stadtspur“ bezeichnet. Sie ist weltweit die einzige Bahn in dieser Spurweite, historisch ist diese nur 1902 bei der seinerzeit mit Dresdner Wagen für wenige Wochen betriebenen Ausstellungsbahn in Zittau nachweisbar.

#### Die Conti-Linie (1872–1873)
| Datum      | Art der Änderung | Strecke | Beleg |
| ---------- | ---------------- | --- | ----- |
| 26.09.1872 | Eröffnung        | (Betriebsstrecke: Blasewitz, Depot –) Blasewitz, Schillerplatz – Residenzstraße (Loschwitzer Straße) – Blasewitzer Straße – Gerokstraße – Eliasplatz (Güntzplatz, Güntz-/Gerokstraße) – Eliasstraße (Güntzstraße) – Pillnitzer Straße – Amalienplatz (Rathenauplatz) – Amalienstraße (etwa St. Petersburger Straße Ostseite) – Pirnaischer Platz | [ 3 ] |
| 13.11.1872 | Eröffnung        | Pirnaischer Platz – Johannesstraße (etwa St. Petersburger Straße Ostseite) – Georgplatz – Waisenhausstraße – Prager Straße – Wiener Straße – Böhmischer Bahnhof (Hauptbahnhof) | [ 4 ] |
| 12.03.1873 | Eröffnung        | Böhmischer Bahnhof – Wiener Straße – Carolastraße (Reitbahnstraße) – Ammonstraße – Plauenscher Platz (Ammon-/Große Plauensche Straße) – Chemnitzer Straße (teilweise Budapester Straße) – Plauen, Westendschlößchen (F.-C.-Weiskopf-Platz) | [ 4 ] |

Damit war die Strecke Blasewitz–Plauen fertiggestellt. Weitere Konzessionen erhielt von Etlinger nicht. Die von der Conti-Linie eingesetzten Fahrzeuge waren grün-weiß lackiert und fielen im Nachfolgeunternehmen, der Gelben dadurch auf: Eine Neu- bzw. Umlackierung auf Gelb erfolgte allerdings in der Regel bis zur Außerdienststellung dieser Pferdebahnwagen nicht.

#### Die zweite Bauphase (1880–1893)

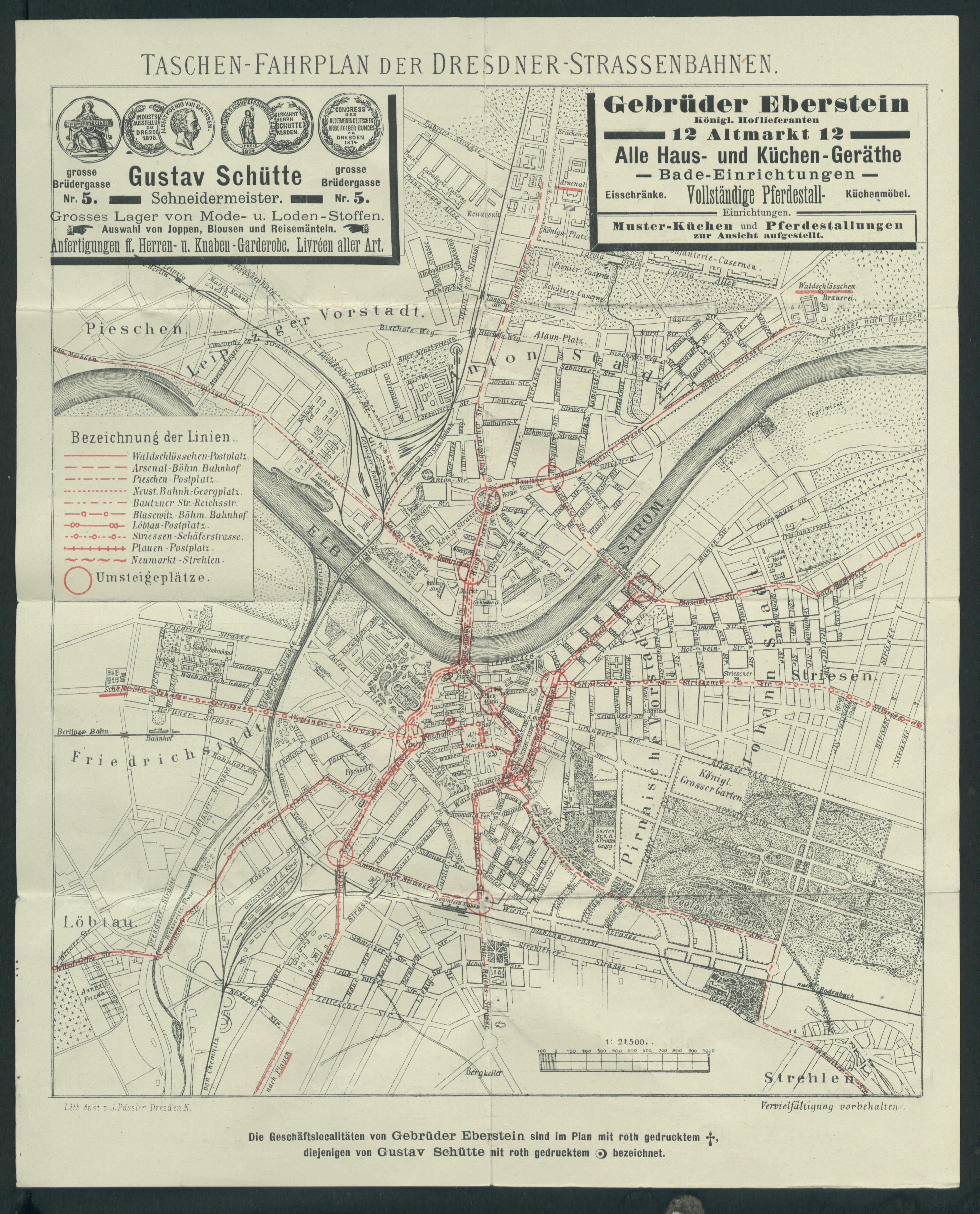
Übersichtsplan der Dresdner Straßenbahn 1885

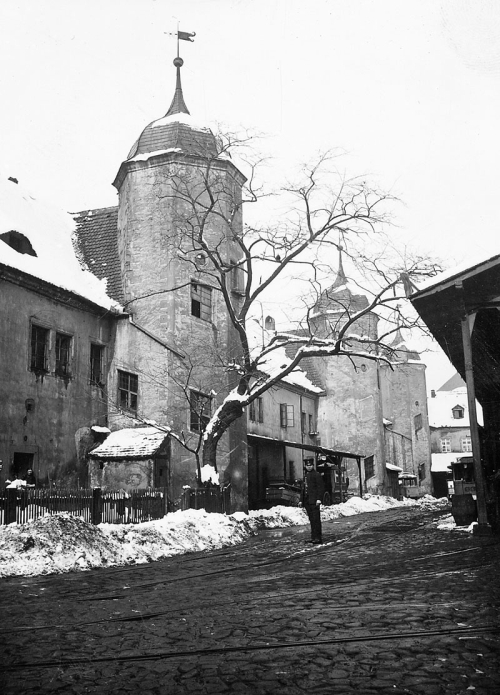
Aufgelassenes Depot Wiesentorstraße, links der Jägerhof (Zustand 1901)

Am 9. Juni 1879 pachtete The Tramway Compagnie of Germany Ltd. die Bahn, begann mit dem Betrieb der Conti-Linie ab dem 18. Juli 1879 und kurz darauf, weitere Strecken zu bauen. Auf Grund der Farbe ihrer eingesetzten Fahrzeuge trug sie spätestens ab Gründung des Konkurrenzunternehmens den Beinamen Gelbe.
| Datum              | Art der Änderung                                                                                           | Strecke | Beleg                                           |
| ------------------ | --- | --- | ----------------------------------------------- |
| 19.06.1880         | Eröffnung                                                                                                  | Postplatz – Sophienstraße – Theaterplatz – Schloßplatz – Augustusbrücke – Neustädter Markt | [ 6 ] [ 7 ] [ 8 ]                               |
| 19.06.1880         | Betriebsstrecke                                                                                            | Neustädter Markt – Große Klostergasse – Depot Wiesenthorstraße | [ 6 ] [ 7 ] [ 8 ]                               |
| 05.08.1880         | Eröffnung                                                                                                  | Postplatz, Hofwaschgarten (Sophienstraße) – Annenstraße – Falkenstraße – Falkenbrücke – Chemnitzer/Falkenstraße | [ 9 ]                                           |
| 05.08.1880         | Eröffnung                                                                                                  | Falken-/Ammonstraße – Ammonstraße – Plauenscher Platz | [ 9 ]                                           |
| 05.08.1880         | zu Betriebsstrecke                                                                                         | Plauenscher Platz – Chemnitzer/Falkenstraße | [ 9 ]                                           |
| 19.06.1881         | Eröffnung                                                                                                  | Neustädter Markt – Hauptstraße – Albertplatz – Bautzner Straße – Schillerstraße (Bautzner Straße) – Waldschlösschen (öffentlich zunächst nur bis zum Lincke’schen Bade)                                                                   | [ 10 ]                                          |
| 07.07.1881         | Eröffnung                                                                                                  | Annenstraße – Mühlhofgasse (heute nicht mehr existent, zu Freiberger Platz gehörend) – Freiberger Platz – Freiberger Straße – Glasfabrik Siemens (Stadtgrenze Löbtau, etwa Höhe heutiger Haltestelle Oederaner Straße)                    | [ 11 ] [ Anm. 3 ]                               |
| 18.07.1881         | Eröffnung                                                                                                  | Albertplatz – Königsbrücker Straße – Bischofsweg | [ 12 ]                                          |
| 07.08.1881         | Eröffnung                                                                                                  | Bischofsweg – Königsbrücker Straße – Arsenal (Militärhistorisches Museum der Bundeswehr) | [ 13 ]                                          |
| 06.11.1881         | Eröffnung                                                                                                  | Glasfabrik Siemens – Tharandter Straße (Freiberger Straße) – Wilsdruffer Straße (Kesselsdorfer Straße) – Wilsdruffer-/ Reisewitzer Straße (Rohleders Gasthof)                                                                             | [ 14 ] [ 15 ]                                   |
| 1882 oder 1883     | Eröffnung                                                                                                  | Depot Bünaustraße – Löbtau, Annenfriedhof | [ 16 ]                                          |
| 22.07.1882         | Eröffnung                                                                                                  | Neumarkt – Moritzstraße (teilweise überbaut) – Gewandhausstraße (Ringstraße) – Georgplatz – An der Bürgerwiese (Bürgerwiese) – Parkstraße – Tiergartenstraße – Zoo                                                                        | [ 17 ]                                          |
| 19.08.1882         | Eröffnung                                                                                                  | Zoo – Tiergartenstraße – Palaisstraße (Franz-Liszt-Straße) – Residenzstraße (August-Bebel-Straße) – Wasaplatz – Dorfstraße (Altstrehlen) – Dohnaer Straße – Strehlen, Goldene Krone                                                       | [ 18 ]                                          |
| 21.08.1882         | Eröffnung                                                                                                  | Leipziger Bahnhof – Großenhainer Straße – Antonstraße – Kaiserstraße (Robert-Blum-Straße) – Kaiser-Wilhelm-Platz (Palaisplatz) – Heinrichstraße – Heinrich-/Hauptstraße                                                                   | [ 19 ]                                          |
| 21.08.1882         | Eröffnung                                                                                                  | Schloßplatz – Augustusstraße – Neumarkt | [ 19 ]                                          |
| 03.09.1882         | Eröffnung                                                                                                  | Mickten, Oststraße (Oschatzer Straße) – Leipziger Straße – Leipziger/Antonstraße – Kaiser-Wilhelm-Platz (Palaisplatz) | [ 19 ]                                          |
| 14.09.1882         | Eröffnung                                                                                                  | (Pirnaischer Platz –) Amalienplatz – Marschallstraße (teilw. überbaut, Roßbachstraße) – Sachsenplatz – Albertbrücke – Kurfürstenplatz (Rosa-Luxemburg-Platz) – Kurfürstenstraße (Hoyerswerdaer Straße) – Bautzner Straße/Kurfürstenstraße | [ 20 ]                                          |
| 19.11.1882         | Eröffnung                                                                                                  | Böhmischer Bahnhof – Reichsstraße (Fritz-Löffler-Straße) – Reichs-/Reichenbachstraße | [ 19 ]                                          |
| 16.08.1883         | Eröffnung                                                                                                  | Eliasplatz – Sachsenstraße (Sachsenallee) – Sachsenplatz – Marschallstraße – Amalienplatz | [ 21 ]                                          |
| zu Betriebsstrecke | Eliasplatz – Elias-/Pillnitzer Straße – Pillnitzer Straße – Amalienplatz (Rest der ersten Pferdebahnlinie) | | [ 21 ]                                          |
| 07.10.1883         | Eröffnung                                                                                                  | Pillnitzer Straße/Eliasstraße – Pillnitzer Straße – Striesener Straße – Fürstenplatz (Fetscherplatz) | [ 22 ]                                          |
| 07.10.1883         | Wiederinbetriebnahme                                                                                       | Amalienplatz – Pillnitzer Straße – Pillnitzer/Eliasstraße | [ 22 ]                                          |
| 07.10.1883         | Eröffnung                                                                                                  | Kreuzstraße – Gewandhausstraße | [ 23 ]                                          |
| 19.11.1883         | Eröffnung                                                                                                  | Schäfer-/Waltherstraße – Schäferstraße – Wettiner Straße (Schweriner Straße) – Postplatz – Wilsdruffer Straße – Altmarkt – Kreuzstraße | [ 19 ]                                          |
| 31.05.1884         | Eröffnung                                                                                                  | Fürstenstraße – Borsbergstraße – Striesen, Depot Geisingstraße | [ 19 ]                                          |
| 12.07.1887         | Eröffnung                                                                                                  | Bautzner Straße/Markgrafenstraße – Markgrafenstraße (Rothenburger Straße) – Görlitzer Straße – Bischofsweg – Kamenzer Straße – Louisenstraße – Markgrafen-/Louisenstraße (Blockumfahrung Alaunplatz, im Uhrzeigersinn befahren)           | [ 20 ]                                          |
| 15.07.1890         | Eröffnung                                                                                                  | Mickten, Kirchstraße (Mohnstraße) – Leipziger Straße – Mickten, Oststraße | , Betrieb, Strecke wurde durch den Staat gebaut |
| 09.05.1892         | Eröffnung                                                                                                  | Strehlen, Goldene Krone – Dohnaer Straße – Dohnaer/Dorotheenstraße | [ Privat 1 ]                                    |
| 08.07.1893         | Eröffnung                                                                                                  | Löbtau, Annenfriedhof – Wilsdruffer Straße (Kesselsdorfer Straße) – Wölfnitz, Gasthof | [ 25 ]                                          |
| 15.07.1893         | Eröffnung                                                                                                  | Loschwitz, Körnerplatz – Loschwitzer Brücke – Blasewitz, Schillerplatz (gemeinsam mit der Deutschen Straßenbahn-Gesellschaft Dresden, siehe dort)                                                                                         | [ 26 ]                                          |

#### Elektrifizierung und Bau weiterer Strecken (1893–1905)
Die Betreiberin, die Tramways Company of Germany Ltd. übertrug am 3. Februar 1894 ihren Besitz auf die neu gegründete Dresdner Straßenbahn-Gesellschaft und löste sich am 24. Februar 1894 auf. Sie wurde mit diesem Namen durch Vertrag vom 11. April 1905 durch die Stadt Dresden erworben und ging am 30. Dezember 1905 in deren Besitz über. Nachdem noch 1893 die erste elektrische Straßenbahnstrecke eröffnet worden war, rüstete die Gesellschaft bis 1900 auch die bestehenden Pferdebahnstrecken auf den elektrischen Betrieb um. Einige Pferdebahnstrecken wurden dabei stillgelegt bzw. durch andere Streckenführungen ersetzt.
Die Elektrifizierung zog sich auch deshalb über fast sieben Jahre hin, da die Gesellschaft verpflichtet war, für ihre Strecken die elektrische Energie von städtischen Kraftwerken zu beziehen, wofür anfangs nur das Ostkraftwerk am Tatzberg zur Verfügung stand. Erst nach Inbetriebnahme des Westkraftwerkes war ab 1895/1898 für ausreichend Energie gesorgt, wodurch auch die Strecken des Dresdner Westens elektrifiziert werden konnten. Dadurch erstreckte sich der Mischbetrieb auf einzelnen Strecken über Jahre.
| Datum      | Art der Änderung                | Strecke | Beleg                                                        |
| ---------- | ------------------------------- | --- | ------------------------------------------------------------ |
| 19.11.1893 | Eröffnung                       | elektrisch: Blasewitz, Depot (Heinrich-Schütz-Straße) – Tolkewitzer Straße – Ludwig-Hartmann-Straße – Wehlener Straße – Dresdner Straße (Alttolkewitz) – Hauptstraße (Österreicher Straße) – Laubegast, Gasthof (vorerst ohne Verbindung zum restlichen Netz) | [ 31 ]                                                       |
| 20.10.1894 | Eröffnung                       | Pferdebahn: Schäfer-/Waltherstraße – Waltherstraße – Bf. Friedrichstadt | [ Privat 2 ]                                                 |
| 02.05.1896 | Elektrifizierung                | Sachsenplatz – Albertbrücke – Kurfürstenplatz (Rosa-Luxemburg-Platz) | [ 32 ]                                                       |
| 04.05.1896 | elektrischer Betrieb            | Loschwitz, Körnerplatz – Blasewitz, Schillerplatz | Elektrifizierung mit Bau des Blauen Wunders bereits erfolgt. |
| 04.05.1896 | Elektrifizierung                | Schillerplatz – Eliasplatz – Blasewitzer Straße – Sachsenplatz – Marschallstraße (heute überbaut) – Amalienplatz – Pirnaischer Platz – Georgplatz – Prager Straße – Reichsstraße – Reichenbachstraße                                                          | [ 31 ]                                                       |
| 04.05.1896 | Elektrifizierung                | Kurfürstenplatz – Blockumfahrung Alaunplatz | [ 31 ]                                                       |
| 04.05.1896 | Stilllegung                     | Eliasplatz – Elias-/Pillnitzer Straße | [ Beleg fehlt 1 ]                                            |
| 30.06.1896 | Elektrifizierung Neutrassierung | Blockumfahrung Alaunplatz, nunmehr entgegen Uhrzeigersinn befahren (zunächst Louisenstraße – Kamenzer Straße – Bischofsweg – …) | [ 20 ]                                                       |
| 13.08.1896 | Stilllegung                     | Altmarkt – Kreuzstraße – Kreuz-/Gewandhausstraße | [ Privat 2 ]                                                 |
| 25.10.1896 | Elektrifizierung                | Bautzner Straße/Carlstraße (Lessingstraße) – Bautzner Straße/Forststraße (Gemeinschaftsstrecke, vorerst nur durch Deutsche Straßenbahn-Gesellschaft elektrisch befahren)                                                                                      | [ 33 ]                                                       |
| 18.12.1896 | Elektrifizierung                | Georgplatz – Bürgerwiese – Zoo – Palais-/Wasastraße | [ 18 ]                                                       |
| 18.12.1896 | Eröffnung                       | elektrisch: Palais-/Wasastraße – Wasastraße – Wasaplatz | [ 18 ]                                                       |
| 18.12.1896 | Stilllegung                     | Palais-/Wasastraße – Palaisstraße – Residenzstraße – Wasaplatz | [ 18 ]                                                       |
| 18.12.1896 | Elektrifizierung                | Wasaplatz – Strehlen, Dohnaer/Dorotheenstraße | [ 18 ]                                                       |
| 08.04.1897 | Elektrifizierung                | Amalienplatz – Pillnitzer Straße – Fürstenplatz – Striesen, Depot Geisingstraße | [ 31 ]                                                       |
| 15.07.1897 | Eröffnung                       | Pferdebahn: Plauen, Westendschlößchen – Coschützer Straße – Ringstraße (Plauenscher Ring) – Ring-/Gitterseestraße | [ Privat 3 ]                                                 |
| 22.09.1897 | Eröffnung                       | Pferdebahn: Mickten, Depot (Lommatzscher Straße) – Leipziger Straße – Mickten, Kirchstraße | , nur der Betrieb, Strecke erbaut durch den Staat            |
| 01.01.1898 | Eröffnung                       | elektrisch: Laubegast, Gasthof – Hauptstraße (Österreicher Straße) – Laubegast, Forsthaus (Leubener Straße) | [ 31 ]                                                       |
| 28.09.1898 | Elektrifizierung                | Albertplatz – Neustädter Markt – Augustusbrücke – Schloßplatz – Neumarkt – Moritz-/Gewandhausstraße | [ 34 ]                                                       |
| 28.09.1898 | Stilllegung                     | Moritz-/Gewandhausstraße – Georgplatz | [ 34 ]                                                       |
| 28.09.1898 | Eröffnung                       | elektrisch: Moritz-/Gewandhausstraße – Moritzstraße/Maximiliansallee | [ 34 ]                                                       |
| 28.09.1898 | Eröffnung                       | Pferdebahn: Striesen, Depot Geisingstraße – Schandauer Straße – Schandauer/Altenberger Straße | [ Privat 2 ]                                                 |
| 20.11.1898 | Eröffnung                       | Pferdebahn: Schandauer/Altenberger Straße – Schandauer Straße – Wehlener Straße – Tolkewitz, Hofmannstraße | [ Privat 2 ]                                                 |
| 12.02.1899 | Elektrifizierung                | Striesen, Depot Geisingstraße – Schandauer Straße – Tolkewitz, Hofmannstraße | [ Privat 2 ]                                                 |
| 12.02.1899 | Eröffnung                       | elektrisch: Tolkewitz, Hofmannstraße – Schandauer Straße – Schandauer Straße/Ludwig-Hartmann-Straße | [ Privat 2 ]                                                 |
| 16.08.1899 | Elektrifizierung                | Waldschlößchen – Bautzner Straße/Forststraße | [ 31 ]                                                       |
| 16.08.1899 | Elektrifizierung                | Bautzner Straße/Carlstraße – Bautzner Straße/Glacisstraße | [ 31 ]                                                       |
| 19.08.1899 | Elektrifizierung                | Mickten, Depot – Kaiser-Wilhelm-Platz – Neustädter Markt | [ 35 ]                                                       |
| 19.08.1899 | Elektrifizierung                | Schloßplatz – Theaterplatz – Postplatz | [ 35 ]                                                       |
| 23.08.1899 | Eröffnung                       | elektrisch: Bühlau, Gasthof (Ullersdorfer Platz) – Bautzner Landstraße – Schillerstraße (Bautzner Straße) – Waldschlösschen | [ 36 ]                                                       |
| 26.09.1899 | Elektrifizierung                | Bf. Friedrichstadt – Schäferstraße – Postplatz – Altmarkt | [ 34 ]                                                       |
| 18.11.1899 | Elektrifizierung                | Leipziger Bahnhof – Antonstraße/Leipziger Straße | [ 34 ]                                                       |
| 22.04.1900 | Eröffnung                       | elektrisch: Cotta, Schusterhaus (Weißeritzbrücke) – Hamburger Straße – Schäfer-/Waltherstraße | [ 34 ]                                                       |
| 22.04.1900 | Stilllegung                     | Bf. Friedrichstadt – Walther-/Schäferstraße | [ Privat 2 ]                                                 |
| 29.06.1900 | Elektrifizierung                | Arsenal – Albertplatz | [ 34 ]                                                       |
| 29.06.1900 | Elektrifizierung                | Postplatz – Annenstraße – Falkenstraße – Falken-/Ammonstraße – Hauptbahnhof | [ 34 ]                                                       |
| 30.06.1900 | Elektrifizierung                | Falken-/Ammonstraße – Ammonstraße – Falkenbrücke – Chemnitzer Straße – Plauen, Ringstraße | [ 34 ]                                                       |
| 30.06.1900 | Stilllegung                     | Plauenscher Platz – Chemnitzer Brücke – Chemnitzer/Falkenstraße | [ Privat 3 ]                                                 |
| 01.08.1900 | Elektrifizierung                | Annenstraße – Freiberger Platz – Freiberger Straße – Wilsdruffer Straße – Wölfnitz, Gasthof | , Ende des Pferdebahnbetriebes                               |
| 02.09.1900 | Eröffnung                       | elektrisch: Hecht-/Buchenstraße – Hechtstraße – Bischofsplatz – Bischofsweg – Alaunplatz | [ 20 ]                                                       |
| 22.10.1900 | Eröffnung                       | elektrisch: Reichs-/Reichenbachstraße – Reichsstraße – Münchner Straße – Nöthnitzer Straße – Plauen, Bernhardstraße | [ 38 ]                                                       |
| 31.10.1902 | Eröffnung                       | elektrisch: Laubegast, Forsthaus – Hauptstraße – Laubegast, Bismarckplatz (Kronstädter Platz) | [ 39 ]                                                       |
| 16.11.1902 | Eröffnung                       | elektrisch: Strehlen, Dorotheenstraße – Dohnaer Straße – Dresdner Straße (Wilhelm-Franke-Straße) – Leubnitz-Neuostra, Dresdner Straße (Spitzwegstraße) | [ Privat 1 ]                                                 |
| 28.04.1904 | Eröffnung                       | elektrisch: Schweriner Straße/Jahnstraße – Jahn-/Könneritzstraße | [ Privat 2 ]                                                 |
| 16.07.1904 | Eröffnung                       | elektrisch: Fürsten-/Pfotenhauerstraße – Fürstenstraße (Fetscherstraße) – Fürstenstraße/Blasewitzer Straße | [ 40 ]                                                       |

### Deutsche Straßenbahn-Gesellschaft in Dresden
Am 19. Juli 1889 erteilte die Stadt Dresden eine Konzession zum Bau weiterer Pferdebahnstrecken, die die Rechte und Pflichten auf die am 8. November 1889 gegründete Deutschen Straßenbahn-Gesellschaft in Dresden übertrug. Gleichzeitig bestimmte die Stadt, dass die vorhandenen Gleise der Pferdebahn der Tramways Company … auf einer Länge von jeweils bis 600 Metern mitbenutzt werden dürfen. Da viele Hauptstraßen bereits belegt waren, kamen dadurch teils abwegige und kurvenreiche Streckenführungen zustande. Die Bahngesellschaft baute zunächst ein Netz von Pferdebahnstrecken auf, begann ebenfalls 1893 wie die Konkurrenzgesellschaft mit der Elektrifizierung ihrer Strecken, eröffnete aber im gleichen Jahr die erste elektrische Straßenbahn in der Stadt. Auf Grund der Farbe ihrer eingesetzten Fahrzeuge trug sie den Beinamen Rote.

#### Aufbau eines zweiten Pferdebahnnetzes (1890–1892)
| Datum      | Art der Änderung     | Strecke | Beleg                                                                      |
| ---------- | -------------------- | --- | -------------------------------------------------------------------------- |
| 21.09.1890 | Eröffnung            | Friedrichstraße (Ost) – Max-/Könneritzstraße – Maxstraße – Ostra-Allee – Postplatz | , zwischen Postplatz und Altmarkt wurden die Gleise der Gelben mitbenutzt. |
| 21.09.1890 | Eröffnung            | Altmarkt – König-Johann-Straße (Wilsdruffer Straße) – Pirnaischer Platz – Grunaer Straße – Ausstellungsplatz (Straßburger Platz) – Canalettostraße (teilweise überbaut) – Stephanienplatz – Tolkewitzer Straße (Nikolaistraße) – Fürstenplatz – Fürstenstraße – Fürsten-/Holbeinstraße                                                                                             | , zwischen Postplatz und Altmarkt wurden die Gleise der Gelben mitbenutzt. |
| 05.10.1890 | Eröffnung            | Sophienstraße – Postplatz – Marienstraße – Johannesallee (etwa Dr.-Külz-Ring Nordseite) – Friedrichsallee (etwa Dr.-Külz-Ring Nordseite) – Viktoriastraße (teilweise überbaut, südliche Verlängerung der Schulgasse) – Struvestraße (teilw. überbaut, teilw. Räcknitzstraße) – Lüttichaustraße (Hans-Dankner-Straße) – Sidonienstraße – Wiener Straße – Wiener Straße/Uhlandstraße | [ 42 ]                                                                     |
| 01.11.1890 | Eröffnung            | Friedrichstadt, Friedrich-/Waltherstraße – Friedrichstraße – Maxstraße – Max-/Könneritzstraße | [ 43 ]                                                                     |
| 30.11.1890 | Eröffnung            | Bergkeller (Fritz-Löffler-Platz) – Bergstraße – Bergstraßenbrücke – Bergstraße – Plauenscher Platz – Große Plauensche Straße (teilweise überbaut) – Dippoldiswalder Platz – Marienstraße | [ 44 ]                                                                     |
| 30.11.1890 | Eröffnung            | Pirnaischer Platz – Moritzallee (etwa St. Petersburger Straße Westseite) – Amalienplatz – Elbberg (>) / Hasenberg (<) – Terrassenufer – Sachsenplatz | [ 44 ]                                                                     |
| 30.11.1890 | Eröffnung            | Kurfürstenplatz – Glacisstraße – Bautzner Straße/Glacisstraße | [ 44 ]                                                                     |
| 30.11.1890 | Eröffnung            | Albertplatz – Antonstraße – Leipziger Bahnhof | [ 44 ]                                                                     |
| 23.04.1891 | Eröffnung            | Friedrichsallee/Viktoriastraße – Friedrichsallee – Maximiliansallee (etwa St. Petersburger Straße Westseite) – Pirnaischer Platz | [ 44 ]                                                                     |
| 23.04.1891 | Eröffnung            | Berg-/Wilkestraße (Abzweig nördlich vor Bergstraßenbrücke) – Wilkestraße (überbaut) – Böhmischer Bahnhof, Vorplatz | [ 44 ]                                                                     |
| 14.06.1891 | Eröffnung            | Hansastraße/Leipziger Bahnhof (Nordseite) – Hansastraße – Großenhainer Straße – Trachenberge, Kanonenstraße (Weinböhlaer Straße) | [ 45 ]                                                                     |
| 01.08.1891 | Eröffnung            | Fürsten-/Holbeinstraße – Fürstenstraße – Dürerstraße – Huttenstraße – Augsburger Straße – Barbarossaplatz | [ Beleg fehlt 1 ]                                                          |
| 02.08.1891 | Eröffnung            | Trachenberge, Kanonenstraße – Großenhainer Straße – Wilder Mann | [ 24 ]                                                                     |
| 26.08.1891 | Eröffnung            | Verbindung Hansastraße – Antonstraße am Leipziger Bahnhof | [ 19 ]                                                                     |
| 04.10.1891 | Eröffnung            | Barbarossaplatz – Hüblerstraße – Striesener Straße (Blasewitz, heute ebenfalls Hüblerstraße) – Blasewitz (Endstelle etwa 100 Meter vor dem Schillerplatz) | [ 31 ]                                                                     |
| 11.10.1891 | Eröffnung            | St.-Pauli-Friedhof – Döbelner Straße (Maxim-Gorki-Straße) – Marienhofstraße (Maxim-Gorki-Straße) – Trachenberger Straße – Trachenberger Platz | [ 31 ]                                                                     |
| 22.03.1892 | Eröffnung            | Forst-/Jägerstraße – Bautzner Straße/Forststraße | [ 32 ]                                                                     |
| 22.03.1892 | Eröffnung            | Bautzner/Löwenstraße – Löwenstraße – Holzhofgasse – Carlstraße (Lessingstraße) – Melanchtonstraße – Melanchthon-/Glacisstraße | [ 32 ]                                                                     |
| 22.03.1892 | Eröffnung            | Grunaer/Kaulbachstraße – Kaulbachstraße (überbaut, zwischen Mathilden- und Blochmannstraße) – Cranachstraße (westlicher Teil der Dürerstraße) – Holbeinplatz – Schulgutstraße (überbaut) – Große Ziegelstraße – Große Ziegelstraße/Lothringer Straße | [ 32 ]                                                                     |
| 30.07.1892 | Eröffnung            | Terrassenufer/Lothringer Straße (Sachsenplatz) – Lothringer Straße – Große Ziegelstraße (Ziegelstraße) – Blumenstraße (Elsasser Straße) – Bönischplatz (Ostseite) – Pfotenhauerstraße – Vogelwiese (Pfotenhauer-/Fetscherstraße) | [ Anm. 4 ]                                                                 |
| 07.08.1892 | zu Betriebsstrecke   | Sachsenplatz – Bönischplatz – Vogelwiese | [ Anm. 4 ]                                                                 |
| 19.09.1892 | Eröffnung            | Wiener-/Uhlandstraße – Uhlandstraße – Schnorrstraße – Schnorr-/Franklinstraße | [ Privat 4 ]                                                               |
| 22.11.1892 | Wiederinbetriebnahme | Große Ziegelstraße/Lothringer Straße – Lothringer Straße/Terrassenufer | (Folge),                                                                   |

#### Elektrifizierung und Bau weiterer Strecken (1893–1905)

Endstation an der Treppe zur Brühlschen Terrasse

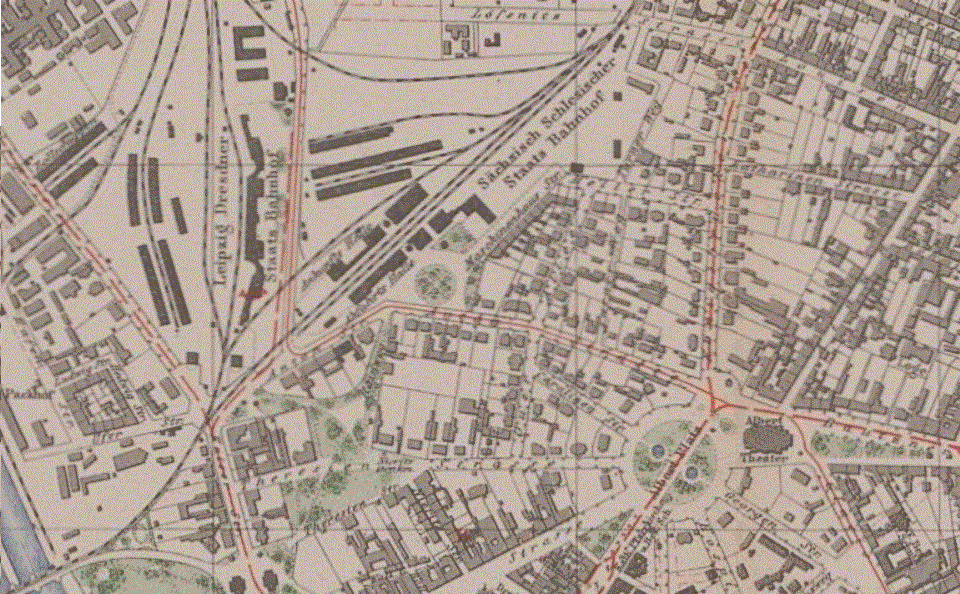
Stadtplanausschnitt der Stadt Dresden von 1894 mit Lage und Linienführung an den Neustädter Bahnhöfen

Neben der Elektrifizierung versuchte die Gesellschaft einen Betrieb mit Gasmotorwagen auf den Linien vom Albertplatz nach Wilder Mann (ab 28. Juli 1894) und zum St.-Pauli-Friedhof (ab 1. November 1894) neben dem Pferdebetrieb. Am 31. Dezember 1895 endete der Gasmotorbetrieb wieder. Diese beiden Strecken sollten am 25. August 1900 die letzten in Dresden sein, die auf elektrischen Betrieb umgestellt wurden, nachdem der Konkurrenzbetrieb bereits am 1. August 1900 seine letzte Strecke umgestellt hatte.
Die Elektrifizierung zog sich über fast sieben Jahre hin, da die Gesellschaft verpflichtet war, für ihre Strecken die elektrische Energie von städtischen Kraftwerken zu beziehen, wofür anfangs nur das Ostkraftwerk am Tatzberg zur Verfügung stand. Erst nach Inbetriebnahme des Westkraftwerkes war ab 1895/1898 für ausreichend Energie gesorgt, wodurch auch die Strecken des Dresdner Westens elektrifiziert werden konnten. Dadurch erstreckte sich der Mischbetrieb auf einzelnen Strecken über Jahre hinaus.
Mit Vertrag vom 15. Juni 1905 erwarb die Stadt die Bahngesellschaft, die am 1. Juli 1905 in ihren Besitz überging, und fusionierte sie mit Wirkung vom 1. Januar 1906 mit der Dresdner Straßenbahn-Gesellschaft zu den Städtischen Straßenbahnen zu Dresden.
| Datum           | Art der Änderung                       | Strecke | Beleg                        |
| --------------- | -------------------------------------- | --- | ---------------------------- |
| 06.07.1893      | Eröffnung                              | elektrisch: Schloßplatz – Terrassenufer – Terrassenufer/Hasenberg | [ 51 ]                       |
| 06.07.1893      | Elektrifizierung                       | Terrassenufer/Hasenberg – Sachsenplatz – Bönischplatz (Ostseite) – Vogelwiese | [ 51 ]                       |
| 06.07.1893      | Wiederinbetriebnahme                   | Große Ziegelstraße – Vogelwiese | [ 51 ]                       |
| 06.07.1893      | Eröffnung                              | elektrisch: Vogelwiese – Pfotenhauerstraße – Emser Allee (Goetheallee) – Naumannstraße (Goetheallee) – Blasewitz, Schillerplatz | [ 51 ]                       |
| 15.07.1893      | Eröffnung                              | elektrisch: Blasewitz, Schillerplatz – Loschwitzer Brücke (Blaues Wunder) – Elbbrückenstraße – Loschwitz, Körnerplatz (Gemeinschaftsbau mit der Dresdner Straßenbahngesellschaft, die die Strecke jedoch vorerst nur mit Pferdebahnen befuhr) | [ 26 ]                       |
| 24.07.1894      | Neutrassierung                         | Bismarckstraße (Bayrische Straße) – Hohe Brücke (Bergstraßenbrücke dafür abgerissen, rechtwinklig zur Bismarckstraße, ihrerseits abgerissen bei der Elektrifizierung des Dresdner Knotens um 1972) – Kohlschütterstraße (abgegraben, war nördliche geradlinige Verlängerung der Bergstraße, nach Bau der Hohen Brücke lediglich umbenanntes „Bergstraße-Nordstück“) | [ 52 ]                       |
| 24.07.1894      | Eröffnung                              | Pferdebahn: Hohe Brücke – Bismarckstraße – Bismarckplatz | [ 52 ]                       |
| 24.07.1894      | Stilllegung                            | Kohlschütter (ex Berg-)/Wilkestraße – Wilkestraße (überbaut durch Hauptbahnhof Nordhalle) – Böhmischer Bahnhof, Vorplatz | [ 52 ]                       |
| 06.07.1895      | Eröffnung                              | Pferdebahn: Amalienplatz – Carolabrücke – Carolaplatz – König-Albert-Straße (Albertstraße) – Albertplatz | [ 44 ]                       |
| 27.11.1895      | Stilllegung                            | Bautzner Straße/Löwenstraße – Löwenstraße – Holzhofgasse – Carlstraße/Holzhofgasse | [ Privat 5 ]                 |
| 27.11.1895      | Eröffnung                              | Pferdebahn: Verbindung Bautzner Straße/Carlstraße – Carlstraße/Holzhofgasse | [ Privat 5 ]                 |
| 02.05.1896      | Eröffnung                              | elektrisch: Wiener Straße/Sidonienstraße – Wiener Straße – Böhmischer Bahnhof | [ 31 ]                       |
| 02.05.1896      | Eröffnung                              | elektrisch: Wiener Straße/Uhlandstraße – Wiener Straße – Gellertstraße – Lennéstraße – Ausstellungsplatz (Stübelplatz, heute Straßburger Platz) | [ 31 ]                       |
| 02.05.1896      | Elektrifizierung                       | Wiener Straße/Sidonienstraße – Wiener Straße/Uhlandstraße | [ 31 ]                       |
| 02.05.1896      | Elektrifizierung                       | Grunaer/Kaulbachstraße – Kaulbachstraße (überbaut, zwischen Mathilden- und Blochmannstraße) – Cranachstraße (westlicher Teil der Dürerstraße) – Holbeinplatz – Schulgutstraße (überbaut) – Große Ziegelstraße – Große Ziegelstraße/Lothringer Straße | [ 53 ]                       |
| 02.05.1896      | Elektrifizierung                       | Kurfürstenplatz – Albertplatz – Leipziger Bahnhof | [ 53 ]                       |
| 29.05.1896      | Elektrifizierung                       | Pirnaischer Platz – Grunaer/Kaulbachstraße | [ 31 ]                       |
| 29.05.1896      | Elektrifizierung                       | Ausstellungsplatz – Fürstenplatz – Dürerstraße – Barbarossaplatz – Blasewitz, Striesener Straße (Hüblerstraße) | [ 31 ]                       |
| 25.10.1896      | Elektrifizierung                       | Pirnaischer Platz – Moritzallee – Elbberg / Hasenberg – Terrassenufer | [ 33 ]                       |
| 25.10.1896      | Elektrifizierung                       | Verbindung Terrassenufer/Lothringer Straße – Sachsenplatz | [ 33 ]                       |
| 25.10.1896      | Elektrifizierung                       | Glacis-/Melanchthonstraße – Melanchthonstraße – Carlstraße – Bautzner/Carlstraße | [ 33 ]                       |
| 25.10.1896      | Elektrifizierung                       | Bautzner/Forststraße – Jägerstraße | [ 31 ]                       |
| 25.10.1896      | Eröffnung                              | elektrisch: Jägerstraße – Marienallee – Carolaallee (Stauffenbergallee) – Grenadierkaserne (Landesdirektion Sachsen) | [ 31 ]                       |
| 02.12.1896      | Eröffnung                              | elektrisch: Dürer-/Huttenstraße – Wartburgstraße – Markgraf-Heinrich-Straße (Rosa-Menzer-Straße) – Barbarossaplatz (Strecke Huttenstraße – Augsburger Straße in östliche/südliche Richtung dann nicht mehr befahren) | [ Beleg fehlt 1 ]            |
| 16.01.1897      | Elektrifizierung                       | Altmarkt – Pirnaischer Platz | [ 33 ]                       |
| 26.02.1897      | Stilllegung                            | Lüttichau-/Sidonienstraße – Lüttichaustraße/Wiener Straße | [ Beleg fehlt 1 ]            |
| 1897            | Neutrassierung                         | Ziegelstraße – Bönischplatz (Südseite) (statt Blumenstraße, Ostseite des Bönischplatzes) | [ Privat 6 ]                 |
| 30.06.1898      | Elektrifizierung                       | Georgplatz – Friedrichsallee – Pirnaischer Platz | [ 52 ]                       |
| 30.06.1898      | Elektrifizierung                       | Amalienplatz – Carolabrücke – Albertplatz | [ 52 ]                       |
| 30.06.1898      | zu Betriebsstrecke                     | Hohe Brücke – Bismarckstraße – Bismarckplatz | [ 52 ]                       |
| 03.07.1898      | Eröffnung                              | Pferdebahn: Max-/Weißeritzstraße – Weißeritzstraße – Löbtauer Straße – Plauensche Straße (Tharandter Straße) – Tharandter Straße – Dresdner Straße (Ecke Altplauen) – Plauen, Hofmühle | [ 54 ]                       |
| 25.07.1899      | Elektrifizierung                       | Weißeritzstraße – Löbtauer Straße – Tharandter Straße – Plauen, Habsburger Straße | [ 55 ]                       |
| 28.08.1898      | Elektrifizierung                       | Marienstraße – Johannesallee – Georgplatz | [ 31 ]                       |
| 26.09.1899      | zu Betriebsstrecke                     | Amalienplatz – Elbberg / Hasenberg – Terrassenufer | [ Beleg fehlt 1 ]            |
| 29.09.1899      | Elektrifizierung                       | Friedrich-/Waltherstraße – Maxstraße – Postplatz | [ 56 ]                       |
| 12.10.1899      | Eröffnung                              | Pferdebahn: Sidonien-/Werderstraße – Werderstraße (Andreas-Schubert-Straße) – Schnorr-/Uhlandstraße | [ Privat 4 ]                 |
| 12.10.1899      | Stilllegung                            | Wiener/Uhlandstraße – Uhland-/Schnorrstraße | [ Privat 4 ]                 |
| 25.11.1899      | Elektrifizierung                       | Friedrichsallee/Viktoriastraße – Sidonienstraße – Werderstraße – Schnorr-/Franklinstraße | [ 31 ]                       |
| 25.11.1899      | Elektrifizierung                       | Bergkeller – Hohe Brücke – Dippoldiswalder Platz | [ 52 ]                       |
| 10.04.1900      | Eröffnung                              | elektrisch: Ausstellungsplatz – Stübelallee (Nordseite) – Karcherallee – Pirnaische Straße (Bodenbacher Straße) – Gruna, Grüne Wiese (vor der Landgrabenbrücke) | [ 31 ]                       |
| Anfang Mai 1900 | Eröffnung                              | Pferdebahn: Maxstraße – Pieschener Allee (Weißeritzstraße) – Übigauer Allee (in etwa parallel zur Magdeburger Straße, heute überbaut bzw. unterhalb Trümmerberg) – Schwenk nach Norden in Höhe Schlachthofbrücke – eigener Bahnkörper – Festgelände Ostragehege (Endpunkt etwa Höhe heutige Messeparkplätze in Flutrinne)                                           | [ 57 ]                       |
| 18.06.1900      | Eröffnung                              | elektrisch: Moritzstraße/Maximiliansallee – Moritzstraße – Johann-Georgen-Allee (Lingnerallee) – Lennéstraße | [ 58 ]                       |
| Ende Juni 1900  | Stilllegung                            | Pferdebahn: Maxstraße – Pieschener Allee (Weißeritzstraße) – Übigauer Allee (heute überbaut bzw. unterhalb Trümmerberg) – Schwenk nach Norden in Höhe Schlachthofbrücke – eigener Bahnkörper – Festgelände Ostragehege (Endpunkt etwa Höhe heutige Messeparkplätze in Flutrinne)                                                                                    | [ 57 ]                       |
| 01.08.1900      | Eröffnung                              | elektrisch: Schnorrstraße – Franklinstraße – Gellertstraße | [ 33 ]                       |
| 01.08.1900      | Elektrifizierung                       | Neustädter Bahnhof – Wilder Mann | [ 31 ]                       |
| 01.08.1900      | Elektrifizierung                       | Trachenberger Platz – St.-Pauli-Friedhof | [ 31 ]                       |
| 22.11.1900      | Eröffnung                              | elektrisch: Max-/Könneritzstraße – Könneritzstraße – Ammonstraße – Ammon-/Falkenstraße | [ 59 ]                       |
| 22.11.1900      | Elektrifizierung, Wiederinbetriebnahme | Hohe Brücke – Bismarckstraße (Bayrische Straße) – Bismarckplatz (Friedrich-List-Platz) | [ 59 ]                       |
| 22.11.1900      | Eröffnung                              | elektrisch: Bismarckplatz – Strehlener Straße – Strehlener Platz | [ 59 ]                       |
| etwa 1901       | Umlegung                               | von Großenhainer Straße – Antonstraße nach Hansastraße – Antonstraße | [ Beleg fehlt 1 ] [ Anm. 5 ] |
| 16.11.1901      | Eröffnung                              | elektrisch: Ostra-Allee/Maxstraße – Ostra-Allee – Marienbrücke – Antonstraße – Antonstraße/Leipziger Straße (Freigabe der Marienbrücke für den Straßenbahnverkehr) | [ 33 ]                       |
| 16.11.1901      | Eröffnung                              | elektrisch: Könneritzstraße/Ostra-Allee – Könneritz-/Maxstraße |                              |
| 23.07.1904      | Eröffnung                              | elektrisch: Fürstenstraße/Blasewitzer Straße – Fürsten-/Dürerstraße | [ 40 ]                       |
| 20.12.1904      | Eröffnung                              | elektrisch: Strehlener Platz – Ackermannstraße – Paradiesstraße – Zschertnitz, Moreaustraße (Räcknitzhöhe) | [ 59 ]                       |
| 21.01.1905      | Eröffnung                              | elektrisch: Räcknitz (Kreuzung Alträcknitz/Bergstraße) – Bergstraße – Räcknitz, Bergkeller | [ 52 ] [ Anm. 6 ]            |
| 22.02.1905      | Eröffnung                              | elektrisch: Barbarossaplatz – Striesen, Altenberger Straße | [ 40 ]                       |
| 22.10.1905      | Eröffnung                              | elektrisch: Gruna, Grüne Wiese – Bodenbacher Straße – Seidnitz, Rennplatzstraße | [ 31 ] [ Anm. 7 ]            |

### Vorortbahnen
Nachdem das damalige Stadtgebiet weitgehend erschlossen war, bemühten sich auch umliegende Gemeinden um einen Straßenbahnanschluss. In einigen Fällen schlossen sich mehrere Orte zusammen und gründeten Zweckverbände, die Vorortbahnen betrieben. Auch die Sächsischen Staatseisenbahnen bauten einige Straßenbahnstrecken im Dresdner Umland. Alle Vorortbahnen wurden von Anfang an elektrisch betrieben. Die Plauensche Grundbahn, die Vorortbahn Loschwitz–Pillnitz, die Vorortbahn Cotta–Cossebaude, die Bühlauer Außenbahn sowie die Vorortbahn Arsenal–Klotzsche/Hellerau waren in der Dresdner Spurweite von 1450 Millimetern gebaut, andere in Meterspur. Die Dresdner Vorortsbahn und die Lößnitzbahn wurden 1925 bzw. 1929/30 auf Dresdner Stadtspur (1450 mm) umgespurt. Lediglich die Lockwitztalbahn und die Deubener Güterbahn blieben bis zu ihrer Stilllegung in den 1970er Jahren meterspurig.
Am 7. Juli 1926 genehmigte der Sächsische Landtag eine Gesetzesvorlage der Regierung, die den Verkauf der staatlichen Straßenbahnstrecken an die Straßenbahn Loschwitz–Pillnitz GmbH, die bereits 1922 gebildet worden war, vorsah. Der eigentliche Verkauf wurde auf den 1. April 1926 zurückdatiert. Miteigentümer der neuen Gesellschaft wurden neben dem Freistaat Sachsen, der Amtshauptmannschaft Dresden-Neustadt und der Stadt Dresden auch die Amtshauptmannschaft Meißen und alle Anliegergemeinden der bisherigen Staatsstraßenbahnen. Am 10. Dezember 1926 änderte die Straßenbahn Loschwitz–Pillnitz GmbH ihre Firma entsprechend dem erweiterten Verkehrsgebiet in Dresdner Überland-Verkehr GmbH (DRÜVEG); die geänderte Firma wurde am 25. Januar 1927 in das Handelsregister des Amtsgerichts Dresden eingetragen. Die Dresdner Vorortsbahn ging durch die Eingemeindung von Leuben am 1. April 1921 direkt in das Eigentum der Stadt Dresden über. 1928 wurde die DRÜVEG Eigentümerin der Lockwitztalbahn.
Am 1. August 1941 wurden alle Straßenbahnen in und um Dresden auf die Dresdner Straßenbahn AG vereinigt.

#### Lößnitzbahn
Die Lößnitzbahn verlief meterspurig von Mickten über Radebeul (heute Radebeul-Ost) und Kötzschenbroda (heute Radebeul-West) nach Zitzschewig. Erst unter der Regie der DRÜVEG wurde sie schließlich umgespurt und über Coswig nach Weinböhla verlängert. Vom 18. November 1922 bis 17. Dezember 1924 ruhte der Verkehr zwischen Kötzschenbroda und Zitzschewig aufgrund der wirtschaftlichen Situation. Verzeichnet ist der planmäßige Betriebsbeginn.
| Datum      | Art der Änderung | Strecke | Beleg  |
| ---------- | ---------------- | --- | ------ |
| 21.08.1899 | Eröffnung        | Radebeul-Ost, Weißes Roß – Meißner Straße – Leipziger Straße – Mickten (Leipziger/Lommatzscher Straße) (Meterspur) | [ 67 ] |
| 13.10.1899 | Eröffnung        | Kötzschenbroda, Bahnhofstraße – Meißner Straße – Radebeul-Ost, Weißes Roß (Meterspur)                              | [ 67 ] |
| 24.12.1920 | Eröffnung        | Zitzschewig, Gasthof – Meißner Straße – Kötzschenbroda, Bahnhofstraße (Meterspur)                                  | [ 68 ] |

#### Dresdner Vorortsbahn

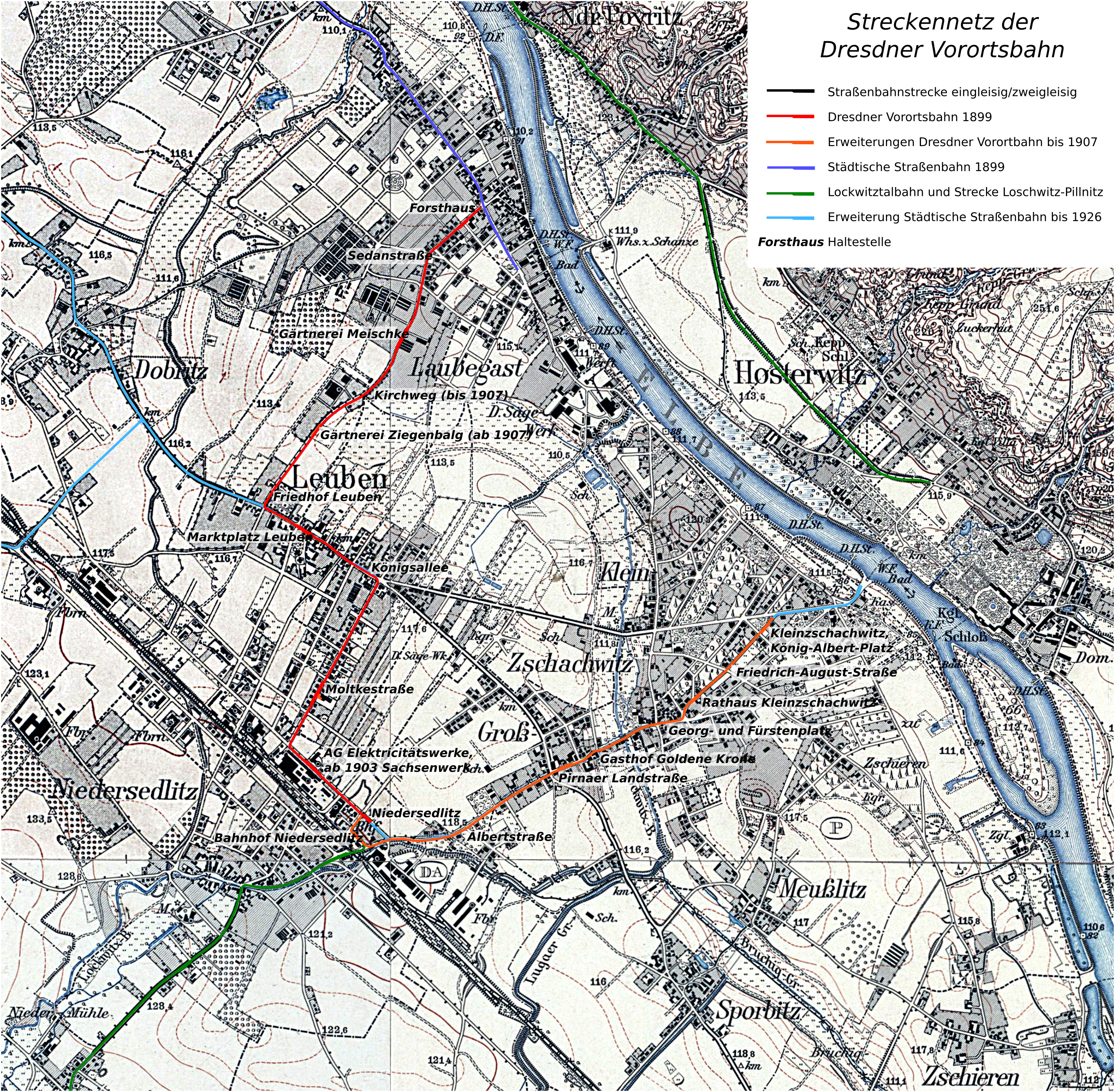
Dresdner Vorortsbahn

Die Dresdner Vorortsbahn war eine zunächst meterspurige Strecke von Laubegast über Leuben und Niedersedlitz nach Kleinzschachwitz. Verzeichnet ist der planmäßige Betriebsbeginn.
| Datum      | Art der Änderung         | Strecke | Beleg  |
| ---------- | ------------------------ | --- | ------ |
| 30.12.1898 | Eröffnung                | Laubegast, Forsthaus – Leubener Straße – Leuben, Pirnaer Landstraße – Moltkestraße (Stephensonstraße) – Güterbahnhofstraße (ab 1905 Nordstraße, heute Straße des 17. Juni) – Bf. Niedersedlitz (Meterspur, Stumpfgleise) | [ 69 ] |
| 18.10.1906 | Eröffnung                | (nach Schatz: Königstraße (Försterlingstraße) –) Bf. Niedersedlitz – Bahnhofstraße – Putjatinstraße – Kurhausstraße – Zschachwitz, König-Albert-Platz (Kurhaus-/Berthold-Haupt-Straße) (Meterspur)                       | [ 70 ] |
| 31.03.1924 | Umspurung (Beginn)       | von Forsthaus Laubegast Richtung Niedersedlitz (von Meterspur auf 1450 mm, Betrieb jeweils mit Pendeltriebwagen bis an die Baustelle)                                                                                    | [ 71 ] |
| 25.11.1924 | komplette Inbetriebnahme | Laubegast, Forsthaus – Bf. Niedersedlitz (einschließlich Gleisschleife, 1450 mm) | [ 71 ] |
| 25.10.1925 | komplette Inbetriebnahme | Bf. Niedersedlitz (Gleisschleife) – Kleinzschachwitz, König-Albert-Platz (1450 mm) | [ 71 ] |
| 25.10.1925 | Eröffnung                | Kleinzschachwitz, König-Albert-Platz – Königsallee (Berthold-Haupt-Straße) – Zschieren, Elbfähre (Kleinzschachwitz, Elbfähre)                                                                                            | [ 71 ] |

#### Plauensche Grundbahn und Deubener Güterbahn
Die Plauensche Grundbahn erschloss von dem damaligen eigenständigen Ort Plauen bei Dresden beginnend die heutige Stadt Freital mit den ebenfalls zum Eröffnungszeitpunkt noch eigenständigen Orten Potschappel, Deuben und Hainsberg und band diese als Staatliche Straßenbahn Löbtau – Deuben an das Netz der Dresdner Straßenbahn an. Gebaut wurden die Strecken von der Staatsbahn, die etwaiger Konkurrenz zuvorkommen wollte. Während die Plauensche Grundbahn in der Dresdner Stadtspur gebaut worden war, war die Deubener Güterbahn meterspurig. Von Potschappel bis Hainsberg lag ein Dreischienengleis, jedoch fuhren die meterspurigen Güterzüge nur in Deuben.
| Datum      | Art der Änderung | Strecke | Beleg  |
| ---------- | ---------------- | --- | ------ |
| 07.10.1902 | Eröffnung        | Plauen, Bienertmühle – Dresdner Straße (rechts der Weißeritz) – Dölzschen, Tharandter Straße – Potschappel, Dresdner Straße – Deuben, Güterstraße (Stadtspur 1450 mm) | [ 72 ] |
| 05.01.1906 | Eröffnung        | Deuben, Güterstraße – Dresdner Straße – Hainsberg, Gasthof (Dresdner/Rabenauer Straße) (Stadtspur 1450 mm) | [ 72 ] |
| 17.01.1906 | Eröffnung        | Umsetzanlage am Strbf. Deuben (Nähe Bahnhof Deuben) – Dresdner Straße – Poisentalstraße – Körnerstraße – Roseggerstraße – Egermühle (Meterspur, nur Güterverkehr, vorsorglich weitere Dreischienengleise in Deuben angelegt) | [ 71 ] |
| 01.04.1912 | Eröffnung        | Hainsberg, Gasthof – Rabenauer Straße – Coßmannsdorf, Rabenauer Straße (Stadtspur 1450 mm) | [ 72 ] |
| 28.02.1921 | Neutrassierung   | ab Plauen, Habsburgerstraße (später Planettastraße, heute Fritz-Schulze-Straße, d. h. ab Tharandter Straße/Altplauen) über die neue Dresdner Straße (links der Weißeritz) (heute ebenfalls Tharandter Straße) bis zum damaligen Bahnhof Dresden-Plauen, anstatt der Führung über die Weißeritzbrücke in Altplauen und die Hegereiterbrücke rechts der Weißeritz (Stadtspur 1450 mm) | [ 73 ] |

#### Vorortbahn Loschwitz–Pillnitz
Die Bahn von Loschwitz nach Pillnitz wurde zunächst baubegonnen in Meterspur, mit dieser aber nur teilweise realisiert. Schon vor ihrer Inbetriebnahme wurden die Arbeiten abgebrochen und die fertiggestellten Abschnitte umgespurt und dann in Dresdner Spurweite (Stadtspur, 1450 mm) eröffnet. Befahren wurde die Strecke durch die Deutsche Straßenbahn-Gesellschaft in Dresden, bzw. ab 1906 durch die Städtische Straßenbahn. Ab dem 28. September 1922 firmierte die konkursbedrohte Bahn unter dem Namen Straßenbahn Loschwitz–Pillnitz GmbH.
| Datum      | Art der Änderung | Strecke                                                                                | Beleg  |
| ---------- | ---------------- | -------------------------------------------------------------------------------------- | ------ |
| 17.06.1903 | Eröffnung        | Loschwitz, Körnerplatz – Pillnitzer Landstraße – Niederpoyritz, Gustavheim             | [ 74 ] |
| 11.07.1903 | Eröffnung        | Niederpoyritz, Gustavheim – Pillnitzer Landstraße – Pillnitz, Leonardo-da-Vinci-Straße | [ 74 ] |

#### Lockwitztalbahn
Die Lockwitztalbahn führte vom Bahnhof Niedersedlitz, wo zeitweise eine Gleisverbindung zur anfangs ebenfalls meterspurigen Dresdner Vorortsbahn bestand, über Lockwitz nach Kreischa. Sie wurde erst zum 1. Januar 1928 von der DRÜVEG übernommen. Verzeichnet ist der planmäßige Betriebsbeginn.
| Datum      | Art der Änderung   | Strecke | Beleg  |
| ---------- | ------------------ | --- | ------ |
| 03.03.1906 | Eröffnung          | Bf. Niedersedlitz (Bahnhof-/Bismarckstraße) – Bahnhofstraße – Lockwitztalstraße – Altlockwitz – Am Plan – Tögelstraße – Lockwitzgrund – Hauptstraße – Kreischa, Betriebshof (Haußmannplatz) | [ 75 ] |
| 17.10.1906 | Eröffnung          | Bf. Niedersedlitz (Vorplatz) – Bf. Niedersedlitz (Bahnhof-/Bismarckstraße) | [ 71 ] |
| 24.09.1907 | zu Betriebsstrecke | Bf. Niedersedlitz (Vorplatz) – Bf. Niedersedlitz (Bahnhof-/Bismarckstraße) | [ 71 ] |

#### Vorortbahn Cotta–Cossebaude
Vom Dresdner Stadtteil Cotta führte über Briesnitz, Kemnitz, Stetzsch und Gohlis eine Überlandstraßenbahn nach Cossebaude. Die Betriebsdurchführung oblag den Städtischen Straßenbahnen zu Dresden. Die Strecke war von Anfang an in der Dresdner Spurweite („Stadtspur“, 1450 mm) gebaut worden.
| Datum      | Art der Änderung | Strecke | Beleg  |
| ---------- | ---------------- | --- | ------ |
| 27.09.1906 | Eröffnung        | Cossebaude, Schulstraße – Dresdner Straße – Gohlis – Stetzsch, Meißner Landstraße – Kemnitz – Briesnitz – Meißner Landstraße (teilweise Alte Meißner Landstraße) – Gottfried-Keller-Straße – Roquettestraße – Roquettestraße/Warthaer Straße | [ 76 ] |

#### Bühlauer Außenbahn
Die Bühlauer Vorortbahn entstand zeitgleich mit der in Weißig anschließenden Bahnstrecke Dürrröhrsdorf–Weißig und wurde wie die Plauensche Grundbahn durch die Staatsbahn gebaut und durch die Städtische Straßenbahn befahren.
| Datum      | Art der Änderung | Strecke                                               | Beleg  |
| ---------- | ---------------- | ----------------------------------------------------- | ------ |
| 01.07.1908 | Eröffnung        | Bühlau, Gasthof – Bautzner Chaussee – Weißig, Bahnhof | [ 76 ] |

#### Vorortbahn Arsenal–Klotzsche/Hellerau
Vorläufer der Straßenbahn nach Klotzsche war die „gleislose“ Dresdner Haide-Bahn, ein früher Oberleitungsbusbetrieb, der 1903 und 1904 vom Arsenal zur Deutschen Eiche in Klotzsche bestand. Dieser Endpunkt wurde allerdings nach der Einstellung des Oberleitungsbus-Betriebes von 1903, als der frühere Endpunkt der Haide-Bahn, erst 22 Jahre später, 1925, von der Straßenbahn, und zwar nach der Übernahme der Betriebsführung durch die Straßenbahn Loschwitz–Pillnitz GmbH, also die spätere DRÜVEG, erreicht.
 Sie wurde später noch bis Weixdorf verlängert. Die Strecke war in der Dresdner Spurweite („Stadtspur“) von 1450 Millimetern ausgeführt und wurde durch die Städtischen Straßenbahnen betrieben.
| Datum      | Art der Änderung | Strecke | Beleg  |
| ---------- | ---------------- | --- | ------ |
| 21.01.1911 | Eröffnung        | Arsenal – Königsbrücker Straße – Klotzsche, Schänkhübel (Klotzscher Hauptstraße)                                                                   | [ 31 ] |
| 15.04.1913 | Eröffnung        | Abzweig Hellerau (heute Infineon Süd) – eigener Bahnkörper – Am Hellerrand – Breiter Weg (Karl-Liebknecht-Straße) – Hellerau, Post (Beim Gräbchen) | [ 31 ] |
| 13.12.1925 | Eröffnung        | Klotzsche, Schänkhübel – Königsbrücker Landstraße – Klotzsche, Kurhaus (Zur Neuen Brücke)                                                          | [ 31 ] |

### Städtische Straßenbahnen zu Dresden

#### Ausbau des Netzes bis zum Ersten Weltkrieg (1906–1914)
Nach der Übernahme der beiden konkurrierenden Straßenbahnbetriebe wurde das Dresdner Straßenbahnnetz bis zum Ersten Weltkrieg um einige weitere Strecken, unter anderem nach Übigau und Reick, ergänzt. Eine Konsolidierung der beiden Netze fand vorerst nur in geringem Maße statt, lediglich zwei kurze Streckenabschnitte wurden stillgelegt und die Bahnen über nahe parallel verlaufende Strecken umgeleitet.
| Datum      | Art der Änderung   | Strecke | Beleg             |
| ---------- | ------------------ | --- | ----------------- |
| 30.05.1906 | Stilllegung        | Moritzstraße – Gewandhausstraße – Georgplatz | [ Beleg fehlt 1 ] |
| 27.09.1906 | Eröffnung          | Cotta, Warthaer/Roquettestraße – Warthaer Straße – Hamburger Straße – Cotta, Schusterhaus                                                        | [ 77 ]            |
| 1907       | Teilstilllegung    | Schloßplatz – Neustädter Markt (Abbruch der alten Augustusbrücke, Verkehr über Interimsbrücke mit zwischenzeitlichen Unterbrechungen)            | [ 78 ]            |
| 19.08.1908 | Neutrassierung     | ab Stübel-/Karcherallee über Stübelallee und Zwinglistraße zur Bodenbacher Straße, statt durch die Karcherallee und westliche Bodenbacher Straße | [ Beleg fehlt 1 ] |
| 01.10.1909 | Eröffnung          | Altcotta, Rathaus – Lübecker Straße – Kronprinzenstraße (Rudolf-Renner-Straße) – Kronprinzenstraße/Kesselsdorfer Straße                          | [ 79 ]            |
| 01.10.1909 | Stilllegung        | Bautzner Straße/Carlstraße – Carlstraße – Melanchthonstraße – Glacis-/Melanchtonstraße                                                           | [ Beleg fehlt 1 ] |
| 01.10.1909 | zu Betriebsstrecke | Hohe Brücke – Bismarckstraße – Bismarckplatz | [ 80 ]            |
| 01.10.1909 | Eröffnung          | Blasewitzer/Augsburger Straße – Huttenstraße/Augsburger Straße                                                                                   | [ 81 ]            |
| 01.10.1909 | Eröffnung          | Anton-/Hainstraße – Hainstraße – Kaiser-Wilhelm-Platz (Ostseite) – Heinrichstraße                                                                | [ 81 ]            |
| 01.10.1909 | Eröffnung          | Wiener Straße (Westseite) – Prager/Wiener Straße – Wiener Platz                                                                                  | [ 81 ]            |
| 28.10.1909 | Eröffnung          | Plauen, Bernhardstraße – Nöthnitzer Straße – Chemnitzer Platz (F.-C.-Weiskopf-Platz)                                                             | [ 38 ]            |
| 17.06.1910 | Eröffnung          | Schleife Seidnitz, Rennplatzstraße über Rennplatzstraße – Winterbergstraße – Liebstädter Straße (in beide Richtungen befahren)                   | [ 82 ]            |
| 12.08.1910 | Eröffnung          | Schlachthof – Schlachthofstraße (teilweise Messering) – Magdeburger Straße – Waltherstraße – Friedrich-/Waltherstraße                            | [ 83 ]            |
| 30.08.1910 | Neueröffnung       | Schloßplatz – Neustädter Markt (Neueröffnung König-Friedrich-August-Brücke (Augustusbrücke))                                                     | [ 84 ]            |
| 12.12.1911 | Eröffnung          | Theaterplatz, Italienisches Dörfchen – Terrassenufer – Rampe zum Schloßplatz                                                                     | [ Privat 6 ]      |
| 12.12.1911 | Stilllegung        | Rampe Terrassenufer – Schloßplatz | [ Privat 6 ]      |
| 01.10.1913 | Eröffnung          | Nürnberger Platz – Nürnberger Straße – Südvorstadt, Nürnberger Ei                                                                                | [ 85 ]            |
| 01.10.1913 | Eröffnung          | Dohnaer Straße/Dorotheenstraße – Dorotheenstraße – Reicker Straße – Strehlener Weg (Reicker Straße) – Reick, Dorfplatz (Altreick)                | [ 86 ]            |
| 21.10.1913 | Eröffnung          | Übigau, Böcklin-/Scharfenberger Straße – Böcklinstraße – Trachauer Straße – Sternstraße – Leipziger Straße/Sternstraße                           | [ 87 ]            |
| 20.04.1914 | Eröffnung          | Reick, Dorfplatz – Strehlener Weg (Mügelner Straße) – Straßenbahnhof Reick                                                                       | [ 88 ]            |

#### Vereinfachung des Netzes (1920–1924)

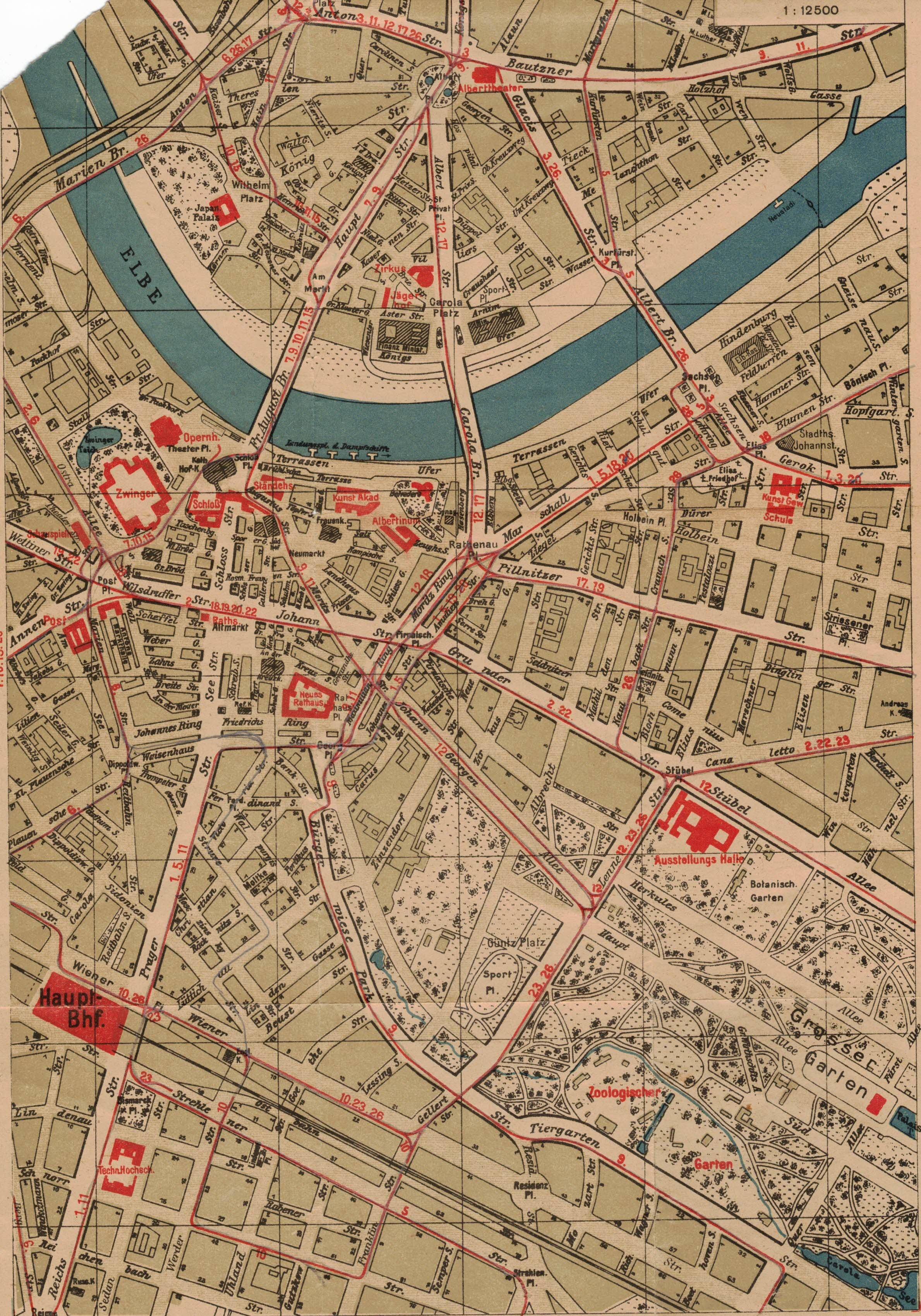
Das Straßenbahnnetz in der Dresdner Innenstadt (1922)

1918 musste der elektrische Betrieb an 17 Tagen und 1919 an 104 Tagen wegen Kohlemangels ganz oder teilweise eingestellt werden, da nicht genügend Strom erzeugt werden konnte. Ersatzweise wurde auf verschiedenen Strecken der Pferdebahnbetrieb wieder eingeführt.
Nach dem Ende des Ersten Weltkrieges wurden nun mehr Strecken stillgelegt als neugebaut. Das Innenstadtnetz wurde entflochten und einige nicht mehr benötigte Streckenabschnitte konnten aufgegeben werden. Echte Neubaustrecken gab es im Stadtnetz in dieser Zeit nicht.
| Datum               | Art der Änderung     | Strecke | Beleg             |
| ------------------- | -------------------- | --- | ----------------- |
| 25.07.1920          | zu Betriebsstrecke   | Werderstraße/Wiener Straße – Schnorrstraße – Franklin-/Gellertstraße                                                          | [ Privat 4 ]      |
| 25.07.1920          | Stilllegung          | Johannesring – Viktoriastraße – Struvestraße – Lüttichaustraße – Sidonienstraße – Werderstraße/Wiener Straße                  | [ Privat 4 ]      |
| 19.04.1922          | zu Betriebsstrecke   | Schweriner Straße/Jahnstraße – Jahn-/Könneritzstraße                                                                          | [ Beleg fehlt 1 ] |
| 19.04.1922          | Stilllegung          | Theaterplatz, Italienisches Dörfchen – Terrassenufer – Sachsenplatz                                                           | [ Beleg fehlt 1 ] |
| 19.04.1922          | Stilllegung          | Rathenauplatz – Hasenberg / Elbberg – Terrassenufer                                                                           | [ Beleg fehlt 1 ] |
| 19.04.1922          | Stilllegung          | Terrassenufer/Lothringer Straße – Lothringer Straße/Ziegelstraße                                                              | [ Beleg fehlt 1 ] |
| 08.08.1922          | Wiederinbetriebnahme | Werderstraße/Wiener Straße – Werderstraße – Schnorrstraße – Franklinstraße – Franklin-/Gellertstraße (nur in dieser Richtung) | [ Privat 7 ]      |
| 08.05.1923          | Stilllegung          | Werderstraße/Wiener Straße – Werderstraße – Schnorrstraße – Franklinstraße – Franklin-/Gellertstraße (nur in dieser Richtung) | [ Privat 7 ]      |
| 11.01.1924          | zu Betriebsstrecke   | Hohe Brücke – Bismarckstraße – Bismarckplatz                                                                                  | [ 90 ] [ Anm. 8 ] |
| Juli 1924           | Eröffnung            | Gleisverbindung Prager Straße zwischen Johannesring und Waisenhausstraße                                                      | [ Beleg fehlt 1 ] |
| nach 1923, vor 1927 | zu Betriebsstrecke   | Schäferstraße/Löbtauer Straße – Weißeritzstraße – Weißeritz-/Friedrichstraße                                                  | [ Beleg fehlt 1 ] |

Trotz intensiver Recherchen fehlen die Daten zur Eröffnung
- der Gleisschleife Gottleubaer Straße (Blockumfahrung), die nach 1945 abgebaut wurde sowie
- der Gleisschleife Bf. Neustadt (Schlesischer Platz), die mit dem Umbau der Antonstraße 2000 stillgelegt und abgebaut wurde.

#### Neubaustrecken in den Goldenen Zwanzigern (1925–1929)
Ab 1925 setzte wieder eine rege Bautätigkeit bei der Straßenbahn ein. So wurde die Dresdner Vorortsbahn nun auch über Reick und Seidnitz an das Stadtnetz angebunden und Coschütz und Leutewitz neu erschlossen. Außerdem entstanden Gleisschleifen in Form von Blockumfahrungen in Striesen (von Augsburger über Altenberger Straße, Schandauer Straße, über die Voglerstraße zurück zur Augsburger Straße, 26. März 1926), in Mickten (von Altpieschen über Braunschweiger Straße, Wurzener Straße, zurück über Leipziger und Mohnstraße nach Altpieschen, 30. Juni 1926), am Wilden Mann über Döbelner Straße und zurück über Großenhainer Straße (3. November 1926), in Plauen, Habsburger Straße, über Kielmannseggstraße (Agnes-Smedley-Straße) und Bienertstraße, zurück über Tharandter Straße (15. Februar 1927) und in der Nähe des Hauptbahnhofes (über Wiener Straße, Werderstraße, Schnorr- und Franklinstraße zur Strehlener Straße, 9. Juli 1927), sowie am Endpunkt der neu eröffneten Strecke nach Cotta über Steinbacher und Hörigstraße (11. Juni 1928). Die Gleisschleife Lannerstraße in Strehlen wurde am 26. November 1928 eröffnet, sie entstand im Zuge der Verlegung der Strecke von Kreischaer und Dohnaer Straße, indem ein Streckengleis in der Kreischaer Straße erhalten blieb und über die Lanner- an die Lockwitzer Straße angebunden wurde.
Am 3. Mai 1925 wurde die Umsetzanlage in der Grundstraße eröffnet und damit der Rangierendpunkt auf dem Körnerplatz aufgegeben, ein weiterer Rangierendpunkt wurde am 24. November 1925 zunächst als Gleisstutzen in der Cottaer Straße nächst der Ecke Löbtauer Straße errichtet, von dem aus dann 1927 die Strecke bis Cotta angeschlossen wurde.
Ab dem 1. Januar 1930 firmierten die Städtischen Straßenbahnen zu Dresden als Dresdner Straßenbahn AG.
| Datum      | Art der Änderung          | Strecke | Beleg        |
| ---------- | ------------------------- | --- | ------------ |
| 01.09.1925 | Eröffnung                 | Reick, Depot – Mügelner Straße – Moränenende – eigener Bahnkörper (Moränenende) – Dobritz, Abzweig nach Reick | [ 95 ]       |
| 01.10.1925 | Eröffnung                 | Seidnitz, Rennplatzstraße – Bodenbacher Straße – Dobritz, Abzweig – Pirnaer Landstraße – Pirnaer Landstraße/Leubener Straße | [ 95 ]       |
| 24.11.1925 | Eröffnung                 | Fröbelstraße/Cottaer Straße – Löbtauer Straße/Cottaer Straße | [ 92 ]       |
| 11.05.1926 | Eröffnung                 | Mickten, Leipziger Straße/Mohnstraße – Mohnstraße – Bürgerstraße – Moritzburger Platz – Harkortstraße – Harkortstraße/Großenhainer Straße | [ 96 ]       |
| 11.05.1926 | Eröffnung                 | Großenhainer Straße/Fritz-Reuter-Straße – Fritz-Reuter-Straße – Bischofsplatz | [ 96 ]       |
| 06.06.1926 | Eröffnung                 | Hecht-/Buchenstraße – Hechtstraße (eigener Bahnkörper) – St.-Pauli-Friedhof (Südtor, Höhe Oberauer Straße) | [ 20 ]       |
| 30.06.1926 | Eröffnung                 | Altpieschen/Mohnstraße – Braunschweiger Straße – Wurzener Straße – Wurzener/Leipziger Straße | [ 60 ]       |
| 05.10.1926 | Eröffnung                 | Verbindung Striesener Straße – Blasewitz, Schillerplatz | [ 96 ]       |
| 05.10.1926 | Eröffnung Betriebsstrecke | Schäfer-/Waltherstraße – Walther-/Friedrichstraße (Zufahrt zum Straßenbahnhof Waltherstraße) | [ 97 ]       |
| 10.02.1927 | Eröffnung                 | Pennricher/Kronprinzenstraße (Rudolf-Renner-Straße) – Pennricher Straße – Fröbelstraße – Fröbel-/Cottaer Straße | [ 92 ]       |
| 10.02.1927 | Eröffnung                 | Cotta, Warthaer/Cossebauder Straße – Cossebauder Straße – Altcotta – Altcotta, Rathaus | [ 96 ]       |
| 15.02.1927 | Eröffnung                 | Plauen, Chemnitzer Platz (Nordseite) – Altplauen – Tharandter Straße | [ 91 ]       |
| 13.04.1927 | Eröffnung                 | Leutewitz – Warthaer Straße – Cotta, Roquettestraße | [ 91 ]       |
| Juli 1927  | Eröffnung                 | Stübelplatz – Stübelallee – Karcherallee (landwärtiges Gleis der Stübelallee) | [ Privat 8 ] |
| 18.10.1927 | Eröffnung                 | Plauenscher Ring/Gitterseestraße – Plauenscher Ring – Westendring – Bernhardstraße – Karlsruher Straße – Coschütz, Kleinnaundorfer Straße | [ 91 ]       |
| 1927       | Umbau und Neutrassierung  | Postplatz | [ 98 ]       |
| 11.06.1928 | Eröffnung                 | Cotta, Hörigstraße – Steinbacher Straße – Pennricher Straße – Kronprinzenstraße/Pennricher Straße | [ 92 ]       |
| 26.08.1928 | Neutrassierung            | neue Endstelle Übigau, Flutrinnenbrücke (Scharfenberger Straße) und Führung über Flutrinnenbrücke – Sternstraße – Sternstraße/Trachauer Straße, statt Böcklinstraße und Trachauer Straße                                                                              | [ 87 ]       |
| 26.11.1928 | Neutrassierung            | ab Wasaplatz über Lockwitzer Straße – Teplitzer Straße – Dresdner Straße (Wilhelm-Franke-Straße) nach Leubnitz-Neuostra, statt Altstrehlen und Dohnaer Straße (Abschnitt zwischen Hugo-Bürkner-Straße und Dorotheenstraße bleibt für die Strecke nach Reick bestehen) | [ Privat 1 ] |
| 26.11.1928 | Eröffnung                 | Lockwitzer Straße/Hugo-Bürkner-Straße – Hugo-Bürkner-Straße – Dohnaer Straße/Hugo-Bürkner-Straße | [ Privat 1 ] |
| 20.12.1928 | Eröffnung                 | Sachsenplatz – Eliasstraße (Güntzstraße) – Stübelplatz (Straßburger Platz) | [ 91 ]       |
| 20.12.1928 | Stilllegung               | Sachsenplatz – Ziegelstraße – Holbeinplatz – Kaulbachstraße/Grunaer Straße | [ 91 ]       |

### Dresdner Überland-Verkehr GmbH (DRÜVEG) (1926–1941)

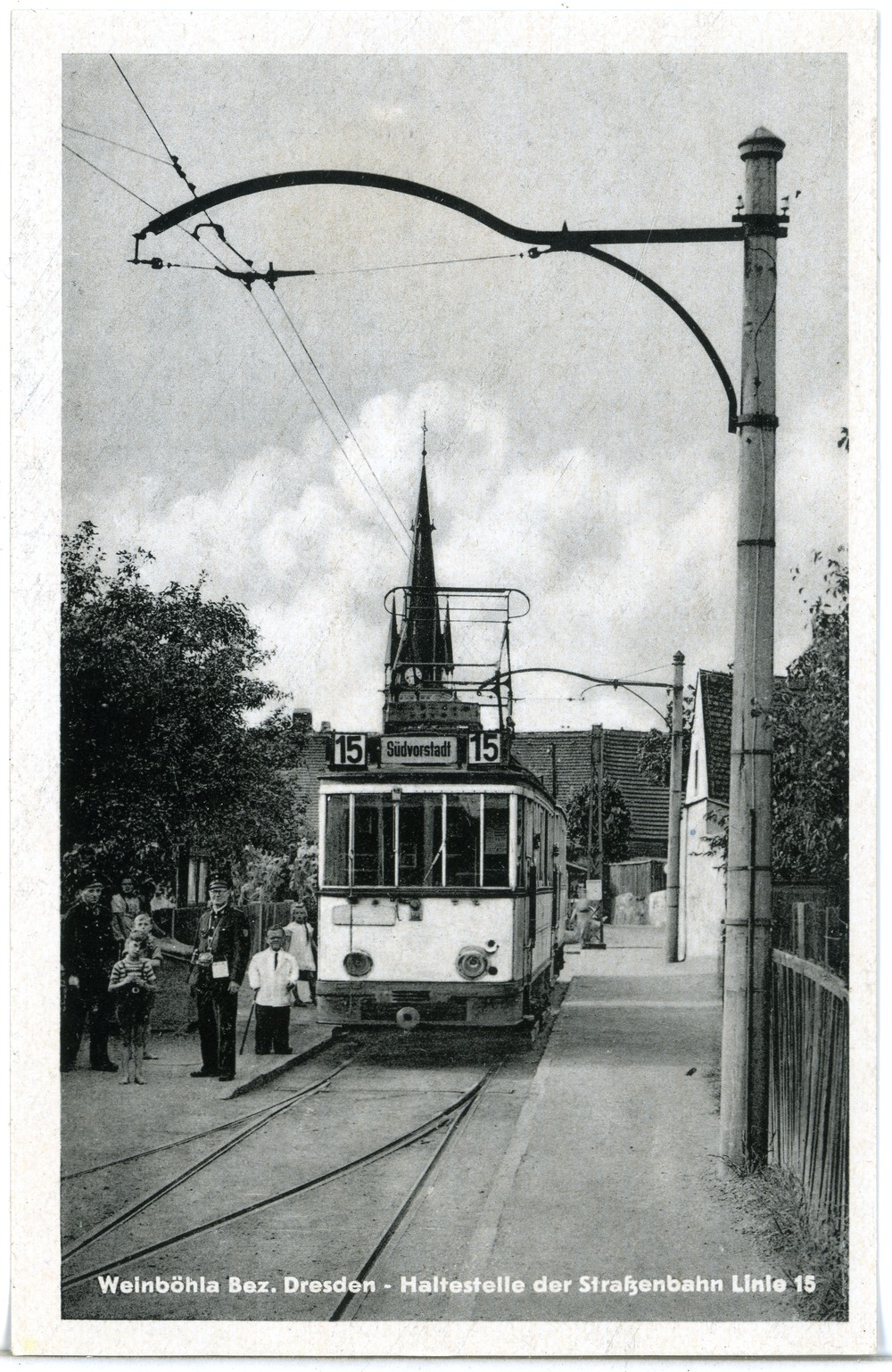
Kuppelendstelle Weinböhla (Einstiegsbereich, seit 1931 bestehend), Aufnahme von 1951. Seit 1959 durch eine Gleisschleife ersetzt

Noch vor der Aufnahme weiterer Gesellschafter und der Umbenennung der Straßenbahn Loschwitz – Pillnitz GmbH in DRÜVEG am 10. Dezember 1926 wurden die Klotzscher und die Hellerauer Strecke verlängert.
Unter der Leitung der DRÜVEG erfolgte die Umspurung der Lößnitzbahn auf die Dresdner Spurweite sowie die Verlängerung bestehender Überlandstrecken. Am 1. August 1941 wurde die DRÜVEG auf die Dresdner Straßenbahn AG verschmolzen und damit deren Strecken auch eigentumsseitig in ihr Netz eingegliedert. Aufgeführt ist der erste reguläre Betriebstag. Bezüglich der Umspurung der Lößnitzbahn zwischen Kötzschenbroda und Mickten 1929/30 hatte die DRÜVEG eine eigene Technologie entwickelt, die die Stilllegung der Strecke – auch in Teilen – nicht erforderlich machte: Umgespurt wurde von Gleiswechsel zu Gleiswechsel zunächst nur ein Gleis von Meterspur auf Stadtspur (1450 mm). Auf dem verbliebenen meterspurigen Gleis pendelte die Lößnitzbahn längs der Baustelle. Anschließend wurde das zweite Gleis umgespurt, während nunmehr auf dem stadtspurigen Gleis längs der Baustelle gependelt wurde. Bei Bedarf wurden provisorische Ausweichen mit Hilfe von Aufliegeweichen errichtet.
| Datum      | Art der Änderung           | Strecke | Beleg           |
| ---------- | -------------------------- | --- | --------------- |
| 28.11.1926 | Eröffnung                  | Klotzsche, Kurhaus – Königsbrücker Landstraße – Klotzsche, Deutsche Eiche (1450 mm)                                   | [ 31 ]          |
| 28.11.1926 | Eröffnung                  | Hellerau, Post – Breiter Weg – Rähnitz-Hellerau, Moritzburger Weg                                                     | [ 31 ]          |
| 28.11.1928 | Eröffnung                  | Klotzsche, Deutsche Eiche – Königsbrücker Landstraße – Fuchsberg-Lausa (Fuchsberg) (1450 mm)                          | [ 31 ]          |
| 06.05.1929 | Stilllegung                | Zitzschewig, Gasthof – Kötzschenbroda, Bahnhofstraße (Meterspur)                                                      | [ 100 ]         |
| 15.06.1929 | Eröffnung                  | Fuchsberg-Lausa – Königsbrücker Landstraße – Brühler Straße – Lausa-Weixdorf, Bahnhof Bad (Hp Weixdorf Bad) (1450 mm) | [ 31 ]          |
| 02.07.1929 | Eröffnung                  | Lausa-Weixdorf, Bahnhof Bad – eigener Bahnkörper – Weixdorf, Rathenaustraße (1450 mm)                                 | [ 101 ]         |
| 20.07.1929 | Eröffnung                  | Coswig, Depot – eigener Bahnkörper – Meißner Straße – Kötzschenbroda, Bahnhofstraße (1450 mm)                         | [ 100 ]         |
| 22.07.1929 | Umspurung (Beginn)         | Kötzschenbroda, Bahnhofstraße in Richtung Serkowitz, Weißes Roß (Meterspur)                                           | [ 100 ]         |
| 24.08.1929 | Umspurung                  | Kötzschenbroda, Bahnhofstraße – Kötzschenbroda, Borstraße (1450 mm, zweigleisig)                                      | [ 100 ]         |
| 10.09.1929 | Umspurung                  | Kötzschenbroda, Borstraße – Kötzschenbroda, Goldene Weintraube (1450 mm, eingleisig)                                  | [ 100 ]         |
| 15.09.1929 | Umspurung                  | Kötzschenbroda, Goldene Weintraube – Radebeul, Weißes Roß (westlich der Schmalspurbahn, 1450 mm, eingleisig)          | [ 100 ]         |
| 12.10.1929 | Umspurung                  | Kötzschenbroda, Bahnhofstraße – Radebeul, Weißes Roß (westlich der Schmalspurbahn, 1450 mm, zweigleisig, komplett)    | [ 100 ]         |
| 10.03.1930 | Umspurung (Wiederaufnahme) | Radebeul, Weißes Roß in Richtung Trachau – Mickten (Meterspur)                                                        | [ 100 ]         |
| 02.04.1930 | Umspurung                  | Radebeul, Weißes Roß – Radebeul, Kiefernstraße (1450 mm, eingleisig)                                                  | [ 100 ]         |
| 29.04.1930 | Umspurung                  | Radebeul, Weißes Roß – Radebeul, Kiefernstraße (1450 mm, zweigleisig)                                                 | [ 100 ]         |
| 19.05.1930 | Umspurung                  | Radebeul, Kiefernstraße – Trachau, Geblerstraße (1450 mm, eingleisig)                                                 | [ 100 ]         |
| 12.06.1930 | Umspurung                  | Radebeul, Kiefernstraße – Trachau, Geblerstraße (1450 mm, eingleisig)                                                 | [ 100 ]         |
| 28.06.1930 | Umspurung                  | Trachau, Geblerstraße – Mickten, Depot (1450 mm, eingleisig)                                                          | [ 100 ] [ 102 ] |
| 05.07.1930 | Umspurung                  | Trachau, Geblerstraße – Mickten, Depot (1450 mm, zweigleisig)                                                         | [ 103 ]         |
| 14.11.1931 | Eröffnung                  | Weinböhla, Rathausstraße – eigener Bahnkörper – Coswig, Depot (1450 mm)                                               | [ 103 ]         |
| 13.11.1932 | Stilllegung                | Bf. Niedersedlitz – Kleinzschachwitz, Elbfähre (1450 mm)                                                              | [ 104 ]         |
| 1924       | Abbau                      | Bf. Niedersedlitz (Vorplatz) – Bf. Niedersedlitz (Bahnhof-/Bismarckstraße) (Meterspur)                                | [ 105 ]         |
| 06.06.1935 | Eröffnung                  | Coßmannsdorf, Rabenauer Straße – Hainsberg, Rabenauer Grund (später: Hainsberg-Süd) (1450 mm)                         | [ 72 ]          |
| 22.08.1935 | Eröffnung                  | Rähnitz-Hellerau, Moritzburger Weg – Moritzburger Weg – Ludwig-Kossuth-Straße – Rähnitz-Hellerau, Rathaus (1450 mm)   | [ 31 ]          |
| 04.05.1938 | Eröffnung                  | Rähnitz-Hellerau, Rathaus – Ludwig-Kossuth-Straße – Birkenweg – Rähnitz-Hellerau, Kiefernweg (1450 mm)                | [ 31 ]          |

### Dresdner Straßenbahn AG (1930–1946)
Die Dresdner Straßenbahn AG setzte den Bau neuer Strecken nur in geringem Maße fort. Stattdessen wurde das Innenstadtnetz weiter entflochten. Die beiden parallelen und in beiden Richtungen befahrenen Ringstraßenstrecken, im Zuge der Waisenhaus-, Johannes- und Amalienstraße auf der Süd- und Ostseite (bis 1906 Dresdner Straßenbahn-Gesellschaft) sowie im Zuge der Friedrichsallee und Maximiliansring (bis 1906 Deutsche Straßenbahn-Gesellschaft Dresden) im Norden und Westen wurden nun im Richtungsverkehr befahren (lediglich in der Amalienstraße blieb der Zweirichtungsverkehr für Züge aus der Pillnitzer Straße kommend in Richtung Pirnaischer Platz – Postplatz erhalten), ab 10. April 1931 zwischen Moritzstraße und Rathenauplatz und ab 27. April 1933 auch zwischen Dippoldiswalder Platz und Georgplatz – Moritzstraße (Richtung Georgplatz über Waisenhausstraße, Richtung Dippoldiswalder Platz über Friedrichsring). Mit der Stilllegung der Strecke nach Räcknitz wurde 1933 auch der erste Stadtteil Dresdens wieder vom Straßenbahnnetz abgehängt.
Neue Wendeschleifen entstanden in Mickten, Dreyßigplatz (Sommer 1930),, in Leuben (Blockumfahrung Hertzstraße – Dieselstraße – Klettestraße; 20. Oktober 1930), am Georgplatz (10. April 1931), in Laubegast, Kronstädter Platz (5. November 1931) und an der Wallstraße (15. Mai 1932). Aufgegeben wurden hingegen die Schleifen Hauptbahnhof/Werderstraße (1942) und an der Vogelwiese (1945). Eine letztmalige Erneuerung der Gleisanlagen mit neuen Rillenschienen bis weit nach dem Ende des Zweiten Weltkrieges war 1940 die Verlegung von 1172 Meter Einfachgleis, ab dann kamen nur noch so bezeichnete „altbrauchbare“ Schienen aus dem eigenen Unternehmen zum Einsatz. Diese mussten in der Nachkriegszeit häufig improvisiert und zum Teil unter technisch hochproblematischen Randbedingungen aufbereitet werden.
Durch die Einwirkung des Zweiten Weltkrieges, insbesondere der Luftangriffe auf Dresden im Februar 1945, wurden viele Strecken zerstört, anschließend entweder provisorisch wiederhergestellt oder auch endgültig aufgegeben: Eine Einzelaufstellung nach Einzeltagen erfolgt nicht.
- Am 7. Oktober 1944 erfolgte der erste Luftangriff auf Dresden, bei dem Gleisschäden binnen 24 Stunden beseitigt waren, nur in der Schweriner Straße waren sie erst am 14. Oktober 1944 beseitigt.[107]
- Nach dem Angriff am 16. Januar 1945, der den Westen der Stadt betraf (Friedrichstadt, Löbtau, Cotta, Oppellvorstadt) waren entstandene Schäden am 21. Januar abschließend beseitigt.[108]
- Nach den 13.–15. Februar 1945 erfolgten Luftangriffen waren nurmehr 44,9 Kilometer Streckennetz in Betrieb (Weixdorf/Hellerau–Industriegelände, Weißig–Bühlau-Weißer Hirsch (Plattleite), Weinböhla–Trachau (Geblerstraße), Cossebaude–Schunckstraße, Hainsberg–Betriebshof Freital, Kreischa–Niedersedlitz). Bis zum 1. März 1945 wurden mit 97 Kilometer Streckenlänge ca. 52 Prozent der Streckenlänge vom 12. Februar 1945 (185,5 Kilometer) wieder betrieben.[109]
- Die Luftangriffe vom 2. März 1945 betrafen die Alt- und Neustadt, den Dresdner Süden und Osten, so dass anschließend nurmehr 77,9 Kilometer Streckennetz in Betrieb waren.[109]
- Bis zum 13. April wurden insgesamt 131,8 Kilometer Streckennetz wiederhergestellt (72 Prozent des Netzes vom 12. Februar 1945), als durch den Bau von Panzersperren das Netz erneut reduziert wurde.[109]
- Am 17. April 1945 erfolgte der letzte Luftangriff auf Dresden auf verschiedene Stellen, vorwiegend die Friedrichstadt, Löbtau und die Dresdner Eisenbahnanlagen, wonach nurmehr 31,6 Kilometer (17 Prozent des Netzes vom 12. Februar 1945) befahrbar waren.[110]
- Vom 23. bis 27. April 1945[111] war der Betrieb vollständig eingestellt (Totalausfall der Versorgung mit elektrischer Energie) und wurde im Verlauf des 28. April wieder aufgenommen.[112] Lediglich die „Lockwitztalbahn“ verkehrte in diesem Zeitraum, da für sie der Strom anderweitig bezogen wurde.[113]

Am 7. Mai 1945 – zu diesem Zeitpunkt waren inzwischen wieder 123,3 Kilometer Streckennetz in Betrieb – wurden die vier Elbbrücken im Zentrum durch die SS gesprengt, die Rote Armee erreichte Dresden und gegen 17 Uhr wurde der Straßenbahnbetrieb stillgelegt. Entgegen der in der Literatur zu findenden Darstellung verkehrte jedoch die „Lockwitztalbahn“ weiterhin: Die Anweisung der Direktion zur Stilllegung hatte die Straßenbahner im Betriebshof Kreischa wegen des Totalausfalls aller Kommunikationsverbindungen nämlich nicht erreicht, so dass auch am 8. Mai 1945 mit Betriebsbeginn planmäßig ausgerückt wurde. Erst im Verlaufe des Vormittags des 8. Mai 1945, praktisch nur wenige Stunden vor dem Einmarsch der Roten Armee, wurde ihr Betrieb eingestellt, nachdem Mitarbeiter des Gleichrichterwerkes Niedersedlitz vor Ort auf „den Ernst der Lage“ hingewiesen hatten.
Am 8. Mai 1945 zog die Rote Armee in Dresden ein. Obwohl rein technisch noch am Folgetag, dem 9. Mai 1945, die Aufnahme des Straßenbahnbetriebs in gleichem Umfang, wie am 7. Mai 1945 vorhanden, hätte erfolgen können, war dies nunmehr im Einzelfall abhängig von der jeweiligen Zustimmung der Besatzungsmacht. Am 12. Mai 1945 wurde auf der ersten Strecke, Hainsberg – Planettastraße (Fritz-Schulze-Straße, wofür nicht die Dresdner Kommandantur der Roten Armee die Genehmigung erteilte) und damit auf 8,8 Kilometer Länge der Betrieb erneut aufgenommen, der dann in rascher Folge weitere Strecken im Sinne des Netzes vom 7. Mai 1945 folgten: Problematisch blieben auf lange Zeit die vier von der SS gesprengten Dresdner Elbbrücken.
Aufgeführt werden in der folgenden Tabelle nur die Strecken, die dauerhaft auch nicht teilweise wieder in Betrieb genommen wurden und bis 1950 auch abgebaut wurden.
Am 31. August 1946 wurde die Gesellschaft mit der Dresdner Transport GmbH verschmolzen und in Dresdner Verkehrsgesellschaft AG umbenannt.
| Datum      | Art der Änderung          | Strecke | Beleg             |
| ---------- | ------------------------- | --- | ----------------- |
| 20.10.1931 | Betriebsstrecke           | Moritz-/Johannesstraße – Johann-Georgen-Allee – Johann-Georgen-Allee/Lennéstraße                                                                                        | (, indirekt)      |
| 15.10.1932 | Eröffnung                 | Leubnitz-Neuostra, Spitzwegstraße – Finkenfangstraße (Wilhelm-Franke-Straße) – Leubnitz-Neuostra, Heydenreichweg (Kuppelendstelle bis An der Kirschwiese)               | [ Privat 10 ]     |
| 08.07.1933 | Neutrassierung            | Bürgerwiese zwischen Zinzendorfstraße und Georgplatz (Begradigung des Kurvenverlaufs auf dem Georgplatz und im Bereich Georgplatz/Bankstraße)                           | [ Privat 1 ]      |
| 12.07.1933 | zu Betriebsstrecke        | Dippoldiswalder Platz – Hohe Brücke | [ 52 ]            |
| 12.07.1933 | Stilllegung               | Hohe Brücke – Räcknitz | [ 52 ]            |
| 1933       | Eröffnung Betriebsstrecke | Zschertnitz, Räcknitzhöhe – Münzmeister-/Biebrachstraße | [ 116 ]           |
| 12.12.1936 | Eröffnung                 | Pirnaer Land-/Stephensonstraße – Königsallee (Berthold-Haupt-Straße) – Kleinzschachwitz, Freystraße                                                                     | [ 117 ]           |
| 03.11.1941 | Neutrassierung            | Strecke nach Cossebaude ab Cossebauder/Warthaer Straße über die neue Meißner Landstraße geführt, statt Roquettestraße, Gottfried-Keller-Straße, Alte Meißner Landstraße | [ 66 ]            |
| 15.02.1944 | Inbetriebnahme            | Zschertnitz, Räcknitzhöhe – Münzmeister-/Biebrachstraße | [ 116 ]           |
| 15.02.1944 | Eröffnung                 | Münzmeisterstraße – Mockritz, Südhöhe | [ 116 ]           |
| 01.02.1945 | Stilllegung               | St.-Pauli-Friedhof – Marienhofstraße (Maxim-Gorki-Straße) – Trachenberger Straße/Marienhofstraße                                                                        | [ 118 ]           |
| 14.02.1945 | Stilllegung               | Nürnberger Platz – Nöthnitzer Straße – Chemnitzer Platz – Altplauen/Reckestraße (1,7 km)                                                                                | [ 119 ]           |
| 14.02.1945 | Stilllegung               | Bischofsplatz – Hechtstraße/St.-Pauli-Friedhof (1,1 km) | [ 119 ]           |
| 14.02.1945 | Stilllegung               | Falken-/Ammonstraße – Chemnitzer Platz – Plauenscher Ring/Reckestraße (2,15 km)                                                                                         | [ 119 ]           |
| 14.02.1945 | Stilllegung               | Grenadierkaserne – Forststraße/Bischofsweg (1,5 km) | [ 119 ]           |
| 14.02.1945 | Stilllegung               | Albertplatz – Carolabrücke – Rathenauplatz (1,4 km) | [ 119 ]           |
| 14.02.1945 | Stilllegung               | Münzmeister-/Biebrachstraße – Mockritz, Südhöhe (0,15 km) | [ 119 ]           |
| 14.02.1945 | Stilllegung               | Sachsenplatz – Bönischplatz – Pfotenhauer-/Fürstenstraße (1,4 km) | [ 119 ]           |
| 14.02.1945 | Stilllegung               | Rathenauplatz – Pillnitzer Straße – Fürstenplatz | [ Anm. 12 ]       |
| 14.02.1945 | Stilllegung               | Dippoldiswalder Platz – Hohe Brücke (Betriebsstrecke) | [ 52 ]            |
| 17.10.1945 | Stilllegung               | Blasewitzer/Augsburger Straße – Huttenstraße/Augsburger Straße | [ Beleg fehlt 1 ] |
| 19.11.1945 | Eröffnung                 | Altplauen – Reckestraße – Reckestraße/Plauenscher Ring | [ 120 ]           |

### Dresdner Verkehrsgesellschaft AG (1946–1949) und KWU-Verkehrsbetriebe (1949–1951)
Sowohl der Dresdner Straßenbahn AG bis 1946 und ihrer Rechtsnachfolgerin, der Dresdner Verkehrsgesellschaft ab 1946 oblag es nach Kriegsende einerseits, zerstörte Strecken wiederaufzubauen. Erst am 1. September 1949 war diese Aufgabe mit der Wiedereröffnung der Strecke von Trachenberge zum St.-Pauli-Friedhof abgeschlossen.
Andererseits mussten zur Materialgewinnung für die wichtigen Strecken einige weniger wichtige Abschnitte, die z. T. schon wieder befahren wurden, abgebaut werden. Das betraf 1947 zunächst nur den Abbau in der Forststraße (von Bautzner Straße bis Bischofsweg) als inzwischen wieder befahrene Strecke.
1948 wurde der Beschluss gefasst, nur noch eine Ost-West-Verbindung im Stadtzentrum von Postplatz bis Stübelplatz zu betreiben, sowie nur eine Nord-Süd-Verbindung durch das Stadtzentrum, wodurch zum einen 1949 die Prager Straße eine Anbindung in Richtung Postplatz erhielt, aber zum anderen alle darüber hinaus betriebenen Straßenbahnstrecken in der östlichen Innenstadt, die z. T. schon wieder befahren wurden, wie auf Bürgerwiese und Parkstraße oder der Marschallstraße (beide Streckenabschnitte 10. Dezember 1948 stillgelegt) endgültig verschwanden. Darüber hinaus wurden Nebengleise und Gleisanschlüsse demontiert, aber auch das zweite Gleis zwischen Mickten und Übigau sowie in Reick (Altreick bis Bodenbacher Straße) und vom Abzweig nach Hellerau (heute: Infineon-Gleisschleife) bis Hellerau. Die erneute Verlegung eines zweiten Gleises erfolgte in Übigau und in Reick teilweise erst in den 1990er-/2000er-Jahren (Zweigleisigkeit Mickten, Sternstraße zwischen Trachauer Straße und Leipziger Straße: Nach Hochwasser-Wiederaufbau 2002), mehr als 60 Jahre nach dessen Ausbau wegen Schienenmangels, in Hellerau wird auch heute noch zum Teil eingleisig auf ehemals zweigleisiger Strecke gefahren (Infineon Süd bis Post Hellerau).
Dazu kamen Begradigungen, um den Verschleiß zu mindern (z. B. gerade Gleis- und Straßenführung auf dem Wasaplatz zwischen Wasastraße und Lockwitzer Straße (Strehlen) oder von Rudolf-Renner-Straße von und zur Lübecker Straße (Cotta)).
Auf diese Weise verschwanden 1947 12 Kilometer Einfachgleis, 1948 11 Kilometer Einfachgleis und 1949 25,8 km Einfachgleis aus dem Straßennetz. Erst 1950 konnte der Betrieb neue Rillenschienen beschaffen, zunächst aus der Tschechoslowakei, ab 1954 aus der Sowjetunion, die Stilllegungen aus dem Grund der nicht (mehr) verfügbaren Rillenschienen und der Verwertung alles altbrauchbaren Materials endeten erst dann.
Daneben baute der Verkehrsbetrieb ab 1947 den Oberleitungsbus Dresden, der die Straßenbahn ergänzte und zwischen Bühlau und Weißig endgültig ersetzte. 1975 endete der Obusverkehr in Dresden.
Im Straßenbahnnetz entstanden in Radebeul-West, Flemmingstraße (24. Dezember 1947), Radebeul Ost, Schillerstraße (1. August 1950, Ersatz für die Kuppelendstelle an der Geblerstraße) und am Wilden Mann (Blockumfahrung über Dippelsdorfer- und Buchholzer Straße, 4. Dezember 1949) neue Gleisschleifen. Demgegenüber wurden die Gleise und Schleifen in Striesen (25. Februar 1948, der Ortsteil wurde dann 1950 – und ist es bis heute – praktisch „straßenbahnfrei“) sowie die alte Schleife am Wilden Mann an der Döbelner Straße abgebaut. In der Äußeren Neustadt wurde die richtungsweise Führung in den Straßen Görlitzer Straße (stadtwärts) und Louisen-/ Kamenzer Straße (landwärts) aufgegeben und durch eine noch heute (2024) bestehende eingleisige Führung durch die Görlitzer Straße ersetzt. Dadurch wurde die Blockschleife am Alaunplatz am 1. Oktober 1948 aufgegeben und auf ein Gleisdreieck Görlitzer Straße/Bischofsweg eingekürzt, was wiederum in den 2000er Jahren aufgegeben wurde. In Loschwitz entstand ein Gleisdreieck in der Winzerstraße, das am 13. Oktober 1950 eröffnet wurde und die Kuppelendstelle in der Grundstraße ersetzte.
Am 1. Januar 1949 wurden alle zehn selbständigen kommunalen Wirtschaftsunternehmen zu einem Kommunal-Wirtschafts-Unternehmen (KWU) verschmolzen, die Straßenbahn als Teil dessen umbenannt in KWU-Verkehrsbetriebe. Am 1. April 1951 wurde der Verkehrsbetrieb in VEB Verkehrsbetriebe der Stadt Dresden umstrukturiert, und im April 1953 in VEB (K) Verkehrsbetriebe der Stadt Dresden umbenannt, wobei das (K) für kreisgeleitet stand.

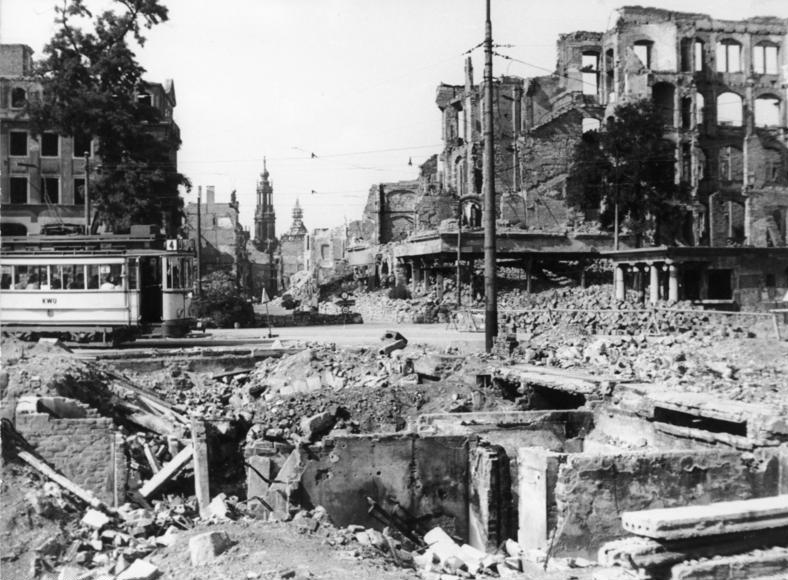
Wagenzug der Linie 4 auf dem Johannesring mit Blick durch die Seestraße auf Hofkirche und Residenzschloss (1949)

| Datum      | Art der Änderung   | Strecke | Beleg             |
| ---------- | ------------------ | --- | ----------------- |
| 12.11.1946 | Wiedereröffnung    | Hauptbahnhof – Nürnberger Platz – Schleife Nürnberger Straße                                                                                                | [ 128 ]           |
| 12.03.1947 | Stilllegung        | Bautzner Straße/Forststraße – Forststraße/Bischofsweg | [ Privat 12 ]     |
| 26.04.1947 | Stilllegung        | Schloßplatz – Neumarkt – Moritz-/Ernst-Thälmann-Straße (Stilllegung mit Beginn Wiederaufbau Augustusbrücke)                                                 | [ Privat 1 ]      |
| 14.05.1947 | Neutrassierung     | ab Dohnaer/Hugo-Bürkner-Straße durch die Cäcilienstraße und Reicker Straße, statt Dohnaer und Dorotheenstraße                                               | [ Privat 1 ]      |
| 25.02.1948 | Stilllegung        | Barbarossaplatz – Striesen, Altenberger Straße | [ Beleg fehlt 1 ] |
| 25.05.1948 | Stilllegung        | Freiberger Platz/Annenstraße – Sternplatz – Falken-/Ammonstraße                                                                                             | [ Beleg fehlt 1 ] |
| 10.12.1948 | Stilllegung        | Friedrichsallee/Viktoriastraße – Bürgerwiese – Lennéplatz                                                                                                   | [ Privat 11 ]     |
| 10.12.1948 | Stilllegung        | Sachsenplatz – Roßbachstraße – Rathenauplatz – Pirnaischer Platz (Westseite) – Georgplatz                                                                   | [ Privat 11 ]     |
| 20.02.1949 | Stilllegung        | Weißig, Bahnhof – Bühlau, Ullersdorfer Platz (Siegfried-Rädel-Platz)                                                                                        | [ 129 ]           |
| 25.04.1949 | Stilllegung        | Bautzner Straße/Glacisstraße – Köbisplatz (Rosa-Luxemburg-Platz)                                                                                            | [ 31 ]            |
| 17.05.1949 | Neutrassierung     | ab Marienstraße – Dippoldiswalder Platz – Dr.-Külz-Ring – Dr.-Külz-Ring/Prager Straße, statt Richtungsverkehr auf der Waisenhausstraße bzw. Friedrichsallee | [ Beleg fehlt 1 ] |
| 17.05.1949 | Stilllegung        | Ernst-Thälmann-/Moritzstraße – Georgplatz – Ringstraße/Waisenhausstraße – Waisenhausstraße/Prager Straße                                                    | [ Beleg fehlt 1 ] |
| 01.09.1949 | Neutrassierung     | Anbindung der Strecke nach Zschertnitz ab Lennéplatz – Gerhart-Hauptmann-Straße – Strehlener Platz, statt ab Hauptbahnhof durch die Strehlener Straße       | [ 116 ]           |
| 01.09.1949 | zu Betriebsstrecke | Postplatz – Ostra-Allee – Schweriner Straße | [ Privat 4 ]      |
| 02.11.1949 | Neutrassierung     | Verbindung von der Leipziger Straße zur Bürgerstraße über eigenen Bahnkörper, statt durch die Mohnstraße                                                    | [ Privat 11 ]     |
| 01.03.1950 | Stilllegung        | Fetscher-/Dürerstraße – Barbarossaplatz – Schillerplatz | [ Beleg fehlt 1 ] |
| 16.05.1950 | Stilllegung        | Johannstadt, Straßenbahnhof – Schillerplatz | [ 125 ]           |

### VEB Verkehrsbetriebe der Stadt Dresden

#### Verkleinerung des Netzes (1951–1979)

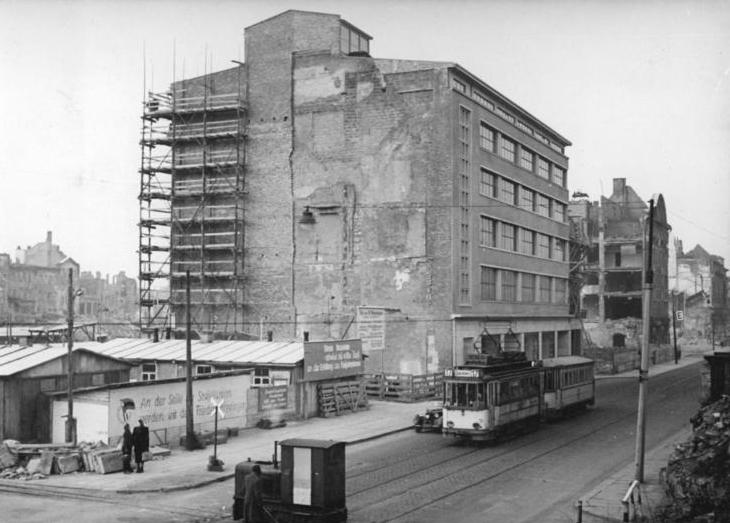
Vorkriegsgleislage in der Wilsdruffer Straße vor dem späteren Centrum-Warenhaus, es kreuzt die Trümmerbahn. Blickrichtung Postplatz, links außerhalb des Bildes der Altmarkt. Aufnahme von 1951

Die Verkehrsbetriebe begannen in den 1950er Jahren damit, einige Streckenabschnitte, insbesondere in Richtung Klotzsche, zweigleisig auszubauen. Besonderes Gewicht wurde nun auch auf den Bau von Wendeschleifen vor allem an den Außenstrecken gelegt. Sie wurden in Plauen (Nöthnitzer Straße) am 16. Dezember 1953 (Wiedereröffnung einer bereits eingestellten Strecke), in Wölfnitz (Gottfried-Keller-Straße) am 21. Dezember 1955, in Weinböhla am 6. Oktober 1959, in Weixdorf am 30. Dezember 1959, in Hainsberg-Süd (Haltepunkt Coßmannsdorf, als Hainsberg bezeichnet) am 18. Juli 1961, am Heller (Diebsteig) am 13. November 1965 (Auflassung der bisherigen Kuppelendstelle an der Haltestelle „Industriegelände“, die sich dort als drittes Gleis in Mittellage befand und noch heute durch eine Verschwenkung der Gleislage bemerkbar ist), in Übigau am 18. Februar 1967, in Pillnitz am 22. Juli 1967 (Ersatz für die Kuppelendstelle, Einkürzung um rund 300 Meter), in Hellerau am 26. April 1968, in Leutewitz am 13. März 1969, in Coschütz am 14. Dezember 1971 (Verkürzung von der bisherigen Kuppelendstelle an der Kleinnaundorfer Straße um rund 300 Meter) und in Zschertnitz (Neubau) am 15. Mai 1976 eröffnet.
Eine im Zweiten Weltkrieg zerstörte und zunächst nicht wieder aufgebaute Strecke in der Münchner Straße wurde wieder aufgebaut. Mit dem Beschluss von 1948, dass es nur eine Nord-Süd-Strecke im Dresdner Stadtzentrum gibt, wurde nach dem Neubau der Carolabrücke 1971 anschließend der Straßenbahnverkehr in der Straße der Befreiung (Hauptstraße) aufgegeben. Daneben endete der Straßenbahnverkehr auf einigen schwach frequentierten oder schlecht erhaltenen Strecken, unter anderem nach Leubnitz-Neuostra und Kreischa. Die als Betriebsstrecke noch vorhandene Strecke nach Mockritz/Zschertnitz wurde jedoch saniert und verlängert, als dort eine Großwohnsiedlung entstand. Die Einstellung der Strecke nach Freital ist vor allem verkehrspolitischer Kurzsichtigkeit wegen Inbetriebnahme der Dresdner S-Bahn (der damaligen Argumentation nach zur Vermeidung unwirtschaftlicher Parallelverkehre, zu hohen Sanierungsbedarfs und nur eingeschränkter Stromversorgung) geschuldet.
Mit der Stilllegung der letzten noch verbliebenen Meterspurstrecke, der Lockwitztalbahn, bestand ab 1977 das Netz ausschließlich aus Strecken in Dresdner Spurweite (1450 mm).
Ab 1972 hieß der Betrieb wieder VEB Verkehrsbetriebe der Stadt Dresden, das (K) entfiel.

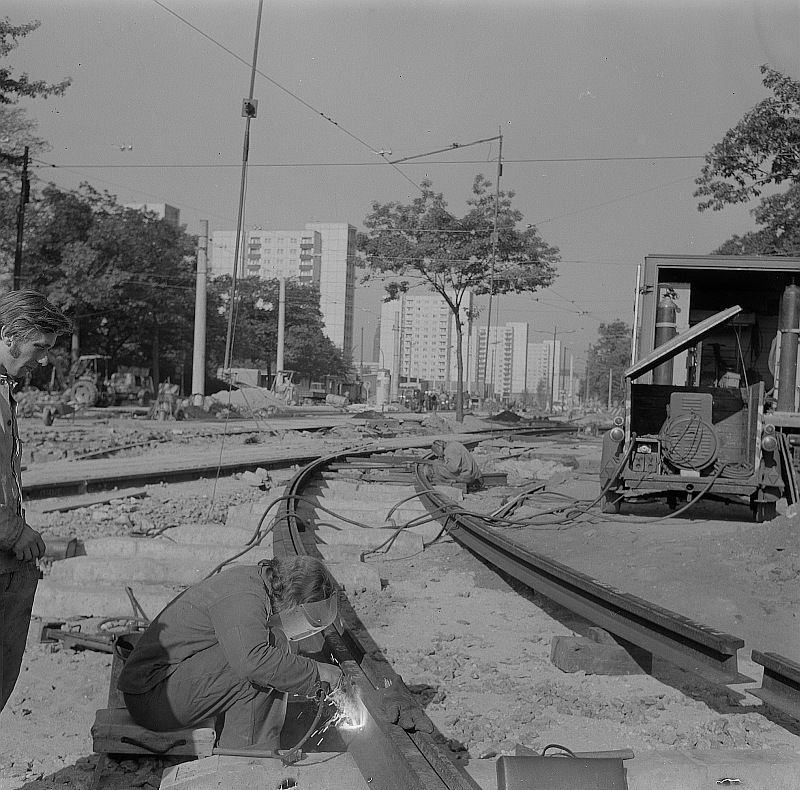
Einbau des Rechtsabzweiges der Neubaustrecke von der Canalettostraße zur Stübelallee beim Umbau des Fučikplatzes (1969)

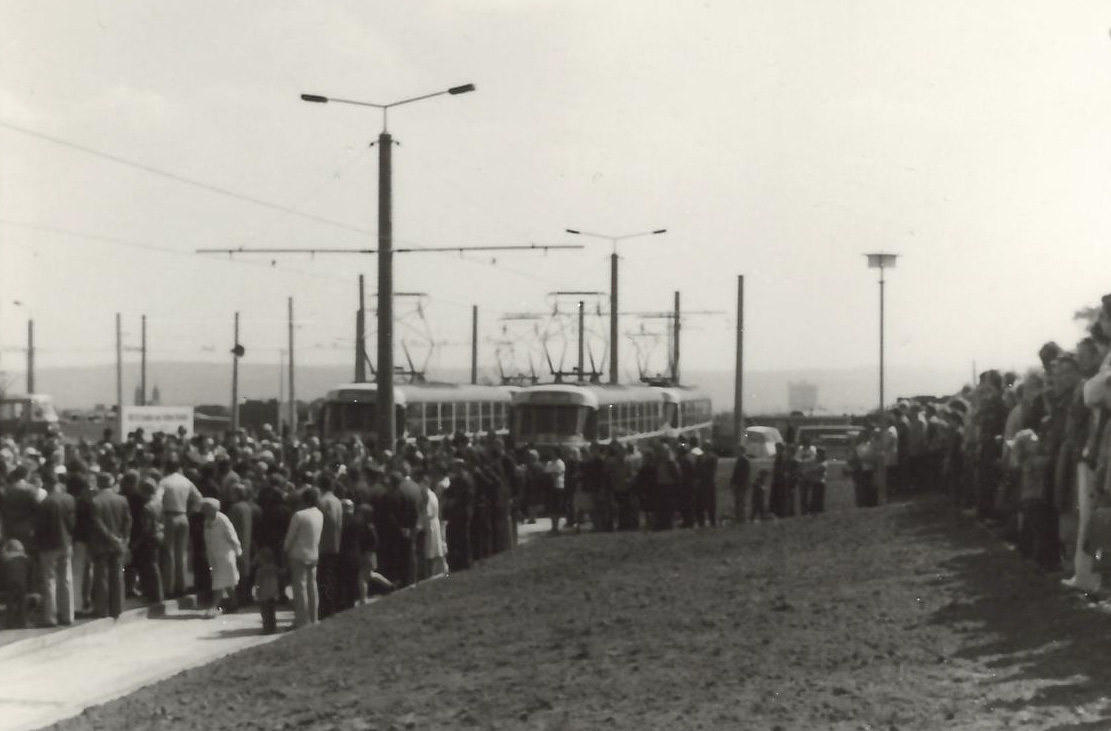
Eröffnung der Gleisschleife Zschertnitz (15. Mai 1976)

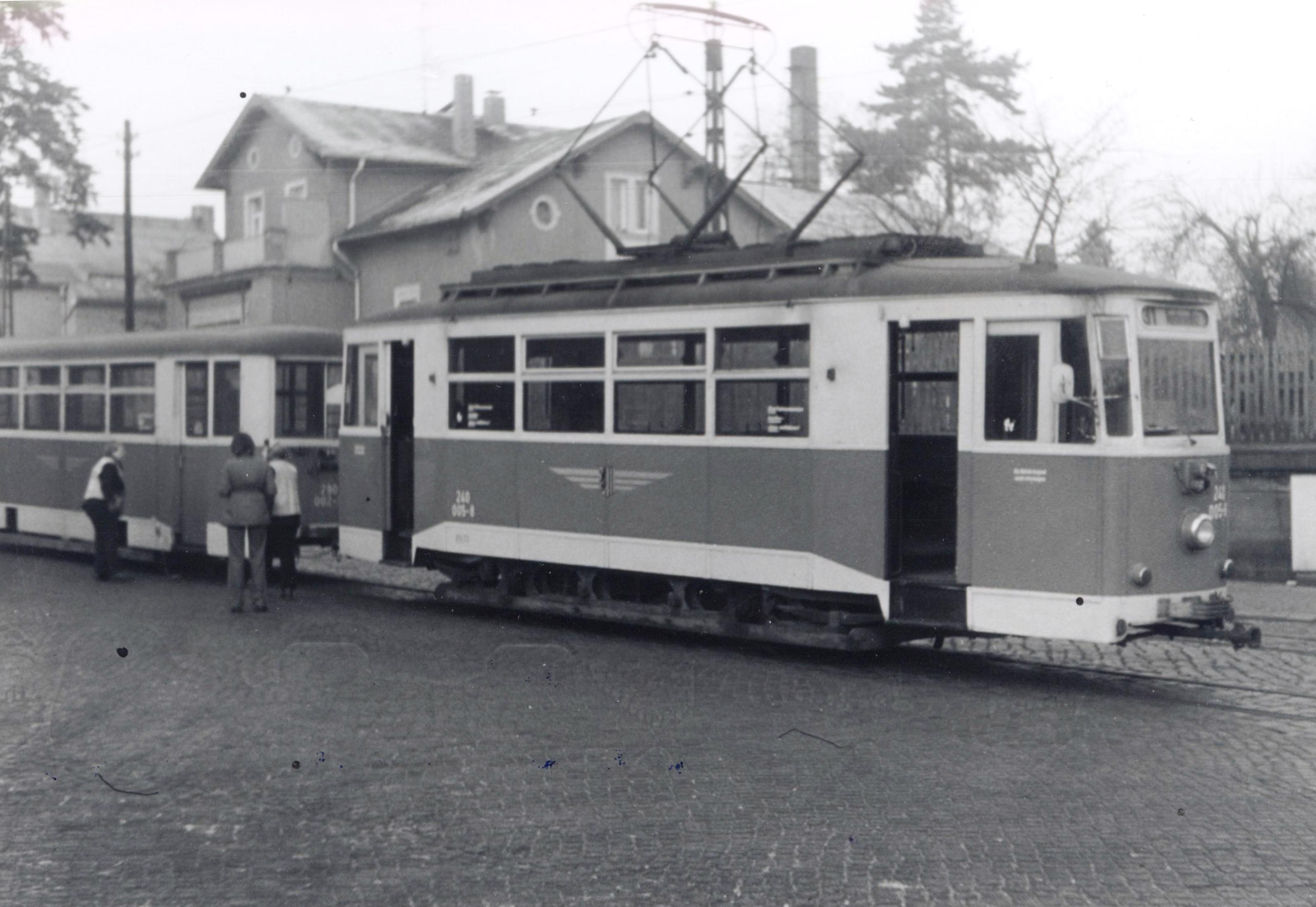
Aufnahme vom letzten Betriebstag der Lockwitztalbahn (18. Dezember 1977)

| Datum      | Art der Änderung     | Strecke | Beleg           |
| ---------- | -------------------- | --- | --------------- |
| 1953       | Neutrassierung       | Wiener Platz/Ammonstraße – eigener Bahnkörper – Ammonstraße/Höhe Direktionsgebäude der Rbd Dresden (Verschlankung der S-Kurve Ammonstraße; Teil des 26er Rings)                                                                                |                 |
| 16.12.1953 | Wiedereröffnung      | Nürnberger Platz – Münchner Straße – Plauen, Nöthnitzer Straße (stillgelegt 1945) | [ 130 ]         |
| 30.09.1957 | Neutrassierung       | Postplatz – Ernst-Thälmann-Straße (Wilsdruffer Straße) -Pirnaischer Platz (Mittellage auf überbreiter Aufmarschstraße) | [ 141 ]         |
| 13.05.1963 | zu Betriebsstrecke   | Ernst-Thälmann- (Strehlener) Platz – Paradiesstraße – Münzmeister-/Biebrachstraße | [ 142 ]         |
| 21.12.1963 | Neutrassierung       | Freiberger/Alfred-Althus-Straße – verlängerte Freiberger Straße – Freiberger/Hertha-Lindner-Straße – eigener Bahnkörper – Annenstraße, statt über Freiberger Platz                                                                             | [ 143 ]         |
| 16.11.1964 | zu Betriebsstrecke   | Lennéplatz – Ernst-Thälmann- (Strehlener) Platz | [ 142 ]         |
| 16.11.1964 | Stilllegung          | St.-Pauli-Friedhof – Trachenberge, Depot | [ 31 ]          |
| 16.11.1964 | zu Betriebsstrecke   | Trachenberge, Depot – Trachenberger Platz | [ 31 ]          |
| 01.11.1964 | Neutrassierung       | ab Friedrichstraße über eigenen Bahnkörper geradlinig in die Schlachthofstraße, statt über Walther- und Magdeburger Straße | [ 31 ]          |
| 1965       | Neutrassierung       | eigener Bahnkörper und Verlegung des Abschnitts Ammon-/Rosenstraße – Hauptbahnhof | [ 144 ]         |
| 30.12.1966 | Eröffnung            | Übigau, Overbeckstraße – eigener Bahnkörper – Übigau, Flutrinnenbrücke (bis Eröffnung Gleisschleife Pendelbetrieb) | [ 135 ]         |
| 30.04.1966 | Neutrassierung       | ab Dr.-Külz-Ring über Georgplatz und Leningrader Straße (St. Petersburger Straße) zum Hauptbahnhof, statt Prager Straße | [ 145 ]         |
| 05.11.1967 | Stilllegung          | Anschluss Lederfabrik Sohre – Egermühle (Meterspur) | [ 146 ]         |
| 01.11.1967 | Neutrassierung       | Freiberger/Hertha-Lindner-Straße – eigener Bahnkörper – Kreuzung mit Schweriner Straße Kreuzung mit Schweriner Straße – eigener Bahnkörper – Sophienstraße (sogenannte Alte Drei)                                                              | [ Privat 13 ]   |
| 01.11.1967 | Stilllegung          | Freiberger/Hertha-Lindner-Straße – Annenstraße – Postplatz, Südseite (sogenannte Alte Siebzehn) – Ernst-Thälmann-Straße (Wilsdruffer Straße)                                                                                                   | [ Privat 13 ]   |
| 04.05.1969 | Wiederinbetriebnahme | Postplatz – Julian-Grimau-Allee (Ostra-Allee) – Schweriner Straße | [ 147 ]         |
| 03.07.1971 | Neueröffnung         | Platz der Einheit (Albertplatz) – Dr.-Rudolf-Friedrichs-Brücke (Carolabrücke) – Leningrader Straße (St.Petersburger Straße) – Pirnaischer Platz – heutiger Georgplatz (damals ohne Namen)                                                      | [ 148 ]         |
| 14.12.1971 | Stilllegung          | Coschütz, Achtbeeteweg – Coschütz, Kleinnaundorfer Straße (Inbetriebnahme Gleisschleife Coschütz) | [ 137 ]         |
| 19.11.1972 | Stilllegung          | Strbf. Freital – Anschluss Lederfabrik Sohre (Meterspur) | [ 149 ]         |
| 22.09.1973 | Neutrassierung Umbau | Fučikplatz (Straßburger Platz) einschließlich Neutrassierung von Canaletto-/Comeniusstraße bis Stübelallee (Umbau von Fünfarm- zu Vierarm-Kreuzung: Stilllegung der Direktzufahrt aus Canalettostraße einschließlich Gleisschleife Fučikplatz) | [ 150 ]         |
| 23.09.1973 | Neutrassierung       | Pirnaischer Platz – Grunaer Straße – Fučikplatz | [ 151 ]         |
| 26.05.1974 | Stilllegung          | Plauen, Altplauen – Freital-Hainsberg | [ 31 ]          |
| 26.05.1974 | zu Betriebsstrecke   | Rosa-Luxemburg-Straße/Straße der Befreiung (Heinrich-/Hauptstraße) – Platz der Einheit (Albertplatz) | [ Anm. 14 ]     |
| 15.12.1974 | Stilllegung          | Hugo-Bürkner-Straße – Leubnitz-Neuostra, Wilhelm-Franke-Straße | [ 152 ]         |
| 01.12.1974 | Stilllegung          | Anton-/Leipziger Straße – Rosa-Luxemburg-Straße (Heinrichstraße) – Rosa-Luxemburg-Straße/Straße der Befreiung (Heinrich-/Hauptstraße) | [ 153 ]         |
| 01.12.1974 | Stilllegung          | Postplatz – Sophienstraße – Theaterplatz – Neustädter Markt – Straße der Befreiung (Hauptstraße) – Platz der Einheit (Albertplatz) | [ 153 ]         |
| 15.05.1976 | Wiederinbetriebnahme | Lennéplatz – Gerhart-Hauptmann-Straße – Strehlener Platz – Ackermannstraße – Paradiesstraße – Räcknitzhöhe | [ 139 ] [ 154 ] |
| 15.05.1976 | Eröffnung            | Räcknitzhöhe – Münzmeisterstraße – Gleisschleife Zschertnitz | [ 139 ] [ 154 ] |
| 26.03.1977 | Eröffnung            | Carolaplatz – Köpckestraße – Neustädter Markt – Große Meißner Straße – Anton-/Leipziger Straße | [ 155 ]         |
| 26.03.1977 | Wiedereröffnung      | Postplatz – Sophienstraße – Theaterplatz – Neustädter Markt | [ 155 ]         |
| 26.03.1977 | zu Betriebsstrecke   | Sophienstraße – eigener Bahnkörper – Schweriner Straße (sogenannte Alte Drei) | [ 155 ]         |
| 18.12.1977 | Stilllegung          | Niedersedlitz, Bahnhof – Lockwitz – Kreischa, Depot (Meterspur) | [ 31 ]          |
| 05.02.1979 | Stilllegung          | Schlachthof – Friedrich-/Vorwerkstraße | [ 156 ]         |

#### Erschließung der Neubaugebiete (1980–1991)

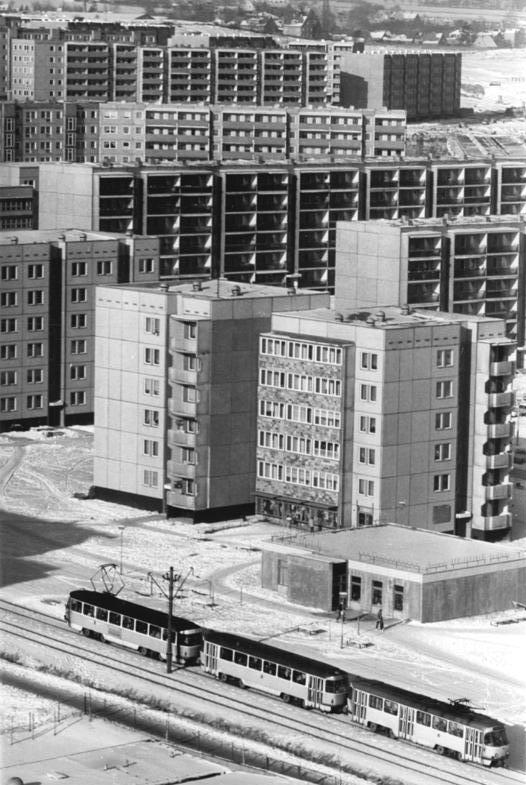
Pendelbetrieb mit Heck-Beiwagen-Heck-Verkehr auf der teilfertiggestellten Neubaustrecke in Gorbitz (1987)

In den 1980er Jahren entstanden in Prohlis und Gorbitz Großwohnsiedlungen, die einen Anschluss an das Straßenbahnnetz erforderten. Daneben wurden die Außenstrecken nach Pillnitz und Cossebaude stillgelegt. Neue Wendeschleifen entstanden in Prohlis (im Zuge der Gesamteröffnung 30. April 1981), in Wölfnitz, Julius-Vahlteich-Straße (mit der Eröffnung der „Querspange Cotta–Wölfnitz“, 6. Oktober 1983) sowie in Gorbitz (Gesamteröffnung, 30. Juni 1988).
| Datum      | Art der Änderung | Strecke | Beleg   |
| ---------- | ---------------- | --- | ------- |
| 15.05.1980 | Eröffnung        | Mügelner Straße – eigener Bahnkörper – Prohliser Allee – Prohlis-Mitte (Elsterwerdaer Straße)                                             | [ 158 ] |
| 30.04.1981 | Eröffnung        | Prohlis-Mitte, Elsterwerdaer Straße – Prohliser Allee – Dohnaer Straße – Prohlis                                                          | [ 31 ]  |
| 06.10.1983 | Eröffnung        | Wölfnitz – Julius-Vahlteich-Straße – Hebbelstraße – Cotta, Hebbelplatz (sog. „Querspange“)                                                | [ 157 ] |
| 30.06.1984 | Eröffnung        | Platz der Bauarbeiter (Amalie-Dietrich-Platz) mit Anschlüssen an sog. „Querspange“ – Höhenpromenade – Platz der Eisenbahner (Merianplatz) | [ 158 ] |
| 09.04.1985 | Stilllegung      | Schillerplatz – Loschwitz – Pillnitz | [ 31 ]  |
| 04.10.1985 | Eröffnung        | Platz der Eisenbahner – eigener Bahnkörper (Höhenpromenade) – Kirschenstraße                                                              | [ 158 ] |
| 30.06.1988 | Eröffnung        | Gorbitz, Gleisschleife – Hermann-Matern-Straße (Coventrystraße) – eigener Bahnkörper – Kirschenstraße                                     | [ 31 ]  |
| 02.12.1990 | Stilllegung      | Cotta, Warthaer Straße – Cossebaude, Schulstraße                                                                                          | [ 31 ]  |

### Dresdner Verkehrsbetriebe (DVB) (seit 1991)

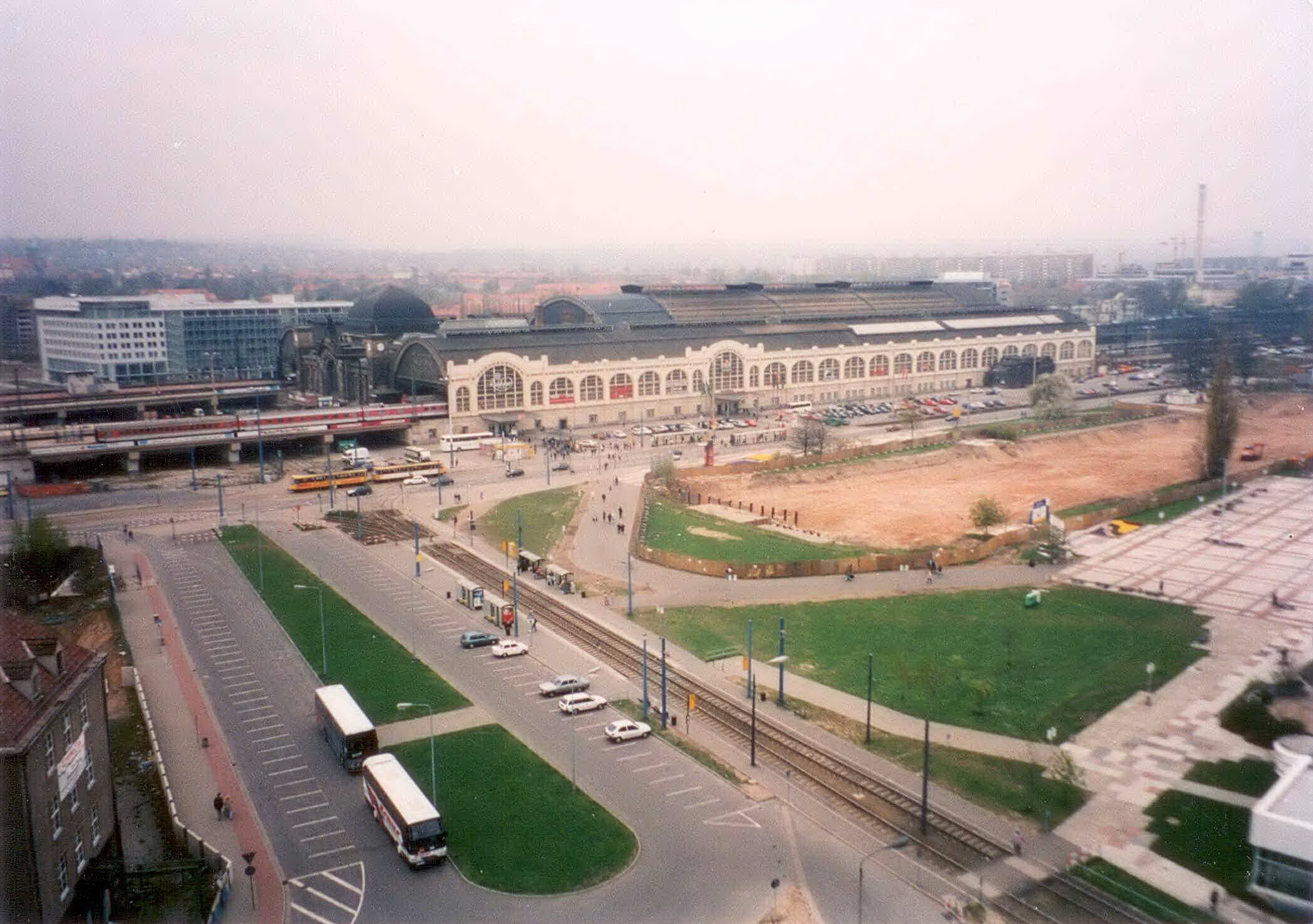
Blick auf den Wiener Platz vor dem Tunnelbau (1997)

Mit dem Einigungsvertrag wurde der VEB Verkehrsbetriebe der Stadt Dresden ein Treuhandunternehmen. Am 1. Juni 1991 wurde von dieser die Dresdner Verkehrsbetriebe AG aus dem volkseigenen Betrieb gegründet, die Eintragung ins Handelsregister dauerte wegen formaler Probleme bis August 1993. Nach der deutschen Wiedervereinigung stand die Sanierung und Modernisierung der Strecken im Vordergrund. Strecken wurden ebenfalls stillgelegt, so dass ab dem 28. September 1998 die Straßenbahn Dresden die geringste Streckenlänge seit dem Ersten Weltkrieg aufwies.
Ab 1999 bauten die DVB jedoch auch Neubaustrecken nach Kaditz, Pennrich und zur Messe Dresden. An diesen Endpunkten entstanden neue Gleisschleifen. Stillgelegt wurden die Schleifen in Cotta, Hörigstraße (2. Oktober 1995, seit Eröffnung der Gleisschleife Wölfnitz nur noch Betriebsstrecke), Tharandter Straße (27. September 1998), Johannstadt (28. Mai 2000) und am Bahnhof Neustadt (30. Juli 2000).
Eine neue Gleisschleife entstand am Abzweig nach Hellerau (nunmehr Infineon Süd, 23. Dezember 2017), dafür wurde die Gleisschleife am Diebsteig am 9. Februar 2018 stillgelegt. Die neue Gleisschleife Tolkewitz, die das Gleisdreieck in der Schlömilchstraße ersetzte, ging am 13. August 2018 in Betrieb.
Am 16. November 2000 (Testbetrieb) bzw. 1. März 2001 (offizielle Inbetriebnahme) begann mit der CarGoTram der Güterverkehr auf den Straßenbahngleisen. Hierfür wurden an der Fröbelstraße und am Straßburger Platz Gleisanschlüsse gebaut. Das innovative Projekt wurde zum Jahresende 2020 wieder aufgegeben.
Das Hochwasser 2002 der Weißeritz (ab 12. August 2002) und der Elbe (ab 15. August 2002) verursachte Schäden an rund 55 Kilometern Einfachgleis, dazu zerstörte Brücken, Fahrleitungsanlagen und Weichensteuerungen, geflutete Unterwerke usw. Am 16. August 2002 stand – auch bedingt durch Stromausfälle – nurmehr folgendes Streckennetz zur Verfügung:
- Weinböhla – Radebeul Ost (ab Folgetag nur noch Weinböhla – Coswig)
- Gorbitz – Kesselsdorfer Straße – Rudolf-Renner-Straße – Warthaer Straße – Leutewitz
- Pennricher / Rudolf-Renner-Straße – Pennricher Straße – Julius-Vahlteich-Straße (– Gorbitz)
- Wilder Mann – Großenhainer Straße – Bahnhof Neustadt – Albertplatz – Bautzner Straße – Bühlau
- Weixdorf/Hellerau – Königsbrücker Straße – Albertplatz
- Coschütz – Reichenbachstraße
- Zschertnitz – Lennéplatz – Sachsenplatz – Blasewitzer Straße bis Fetscherstraße – Fetscherstraße – Comeniusplatz
- Straßburger Platz – Stübelallee – Bodenbacher Straße bis Abzweig nach Reick – Reick – Prohlis und
- Lennéplatz – Wasaplatz – Reick.

Der Ausfall des Streckennetzes erreichte auf dem Höhepunkt der Hochwasserkatastrophe 2002 eine Dimension, wie sie in etwa technisch vergleichbar zu verschiedenen Zeitpunkten im Frühjahr 1945 bestand.
Nach langen Diskussionen wurde 2006 der Postplatz umgebaut, erste Ansätze zur Realisierung des Stadtbahnkonzeptes 2020 begannen mit den Streckenverlegungen in Strehlen (Oskarstraße) und dem Umbau der Zentralhaltestelle in der Kesselsdorfer Straße ab 2018.
Am 11. September 2024 stürzte der Brückenzug C (Straßenbahnbrückenzug) der Carolabrücke ein, der betroffene Streckenabschnitt wurde vorübergehend aufgelassen.
| Datum      | Art der Änderung     | Strecke | Beleg                        |  |
| ---------- | -------------------- | --- | ---------------------------- |  |
| 31.05.1992 | Neutrassierung       | St. Petersburger Straße zwischen Sidonienstraße und Wiener Platz | [ 167 ]                      |  |
| ca. 1994   | Neutrassierung       | eigener Bahnkörper und Verlegung des Abschnitts Ammon-/Rosenstraße – Könneritzstraße (Umbau Ammonstraße) | [ Beleg fehlt 1 ]            |  |
| 04.10.1995 | Neutrassierung       | eigener Bahnkörper Burgkstraße – Fröbelstraße – Cottaer/Behringstraße aufgrund des Neubaus der Bundesstraße 173 | [ Privat 12 ]                |  |
| 27.09.1998 | Stilllegung          | Löbtauer/Kesselsdorfer Straße – Tharandter Straße – Altplauen – Reckestraße – Plauenscher/Westendring (die Reststrecke bis Coschütz wurde bis 10. Juni 1999 nicht befahren, Strecke Löbtauer/Kesselsdorfer Straße bis Schleife Altplauen bis zum Hochwasser 2002 (12./13. August 2002) betriebsfähig erhalten, Abbau Gleisschleife Altplauen Februar 2003, Tharandter Straße bis 2006) | [ 160 ]                      |  |
| 18.02.1999 | Neutrassierung       | eigener Bahnkörper und Verlegung des Abschnitts Wiener Platz – Wiener Straße – Wiener/Goethestraße (Gret-Palucca-Straße) (Tunnelbau Hauptbahnhof) | [ Privat 1 ]                 |  |
| 10.06.1999 | Eröffnung            | Plauen, Nöthnitzer Straße – Passauer Straße – Plauenscher Ring/Westendring (Anbindung an erhaltene Reststrecke bis Coschütz, wieder durchgängig befahren) | [ 168 ]                      |  |
| 28.05.2000 | zu Betriebsstrecke   | Blasewitzer/Fetscherstraße – Johannstadt, Strbf. | [ 161 ]                      |  |
| 2002       | Neutrassierung       | Schweriner Straße/Grüne Straße – Jahnstraße – Unterfahrung Haltepunkt Dresden-Mitte – Weißeritzstraße | [ Beleg fehlt 1 ]            |  |
| 2002       | Wiederinbetriebnahme | Weißeritzstraße zwischen Friedrichstraße und Schweriner Straße | [ Beleg fehlt 1 ]            |  |
| 15.08.2002 | Stilllegung          | Sternstraße/An der Flutrinne – Übigau (Hochwasserschaden Flutrinnenbrücke) | [ 169 ]                      |  |
| 22.08.2003 | Neutrassierung       | ab Mügelner Straße über Gamigstraße und Niedersedlitzer Straße zur Prohliser Allee, statt östliche Mügelner Straße | [ 170 ]                      |  |
| 29.11.2003 | Eröffnung            | Sternstraße/An der Flutrinne – An der Flutrinne – eigener Bahnkörper – Pieschener Straße – Lommatzscher Straße – Elbepark | [ 171 ]                      |  |
| 21.10.2004 | Stilllegung          | Postplatz/Westseite (vor dem Schauspielhaus, sog. Alte Drei) | [ 172 ]                      |  |
| 27.11.2004 | Eröffnung            | Elbepark – Kötzschenbrodaer Straße – Kaditz, Riegelplatz | [ 173 ]                      |  |
| 05.04.2005 | Stilllegung          | Schleife Wallstraße | , letzte Befahrung 22.30 Uhr |  |
| 06.02.2006 | Stilllegung          | Postplatz – Marienstraße – Dr.-Külz-Ring | [ 174 ]                      |  |
| 16.06.2006 | Eröffnung            | Postplatz – Wallstraße – Dr.-Külz-Ring | [ 173 ] [ 175 ]              |  |
| 03.07.2006 | Stilllegung          | Schweriner/Hertha-Lindner-Straße – Schweriner Straße – Postplatz | [ 176 ]                      |  |
| 03.07.2006 | Inbetriebnahme       | Gleisschleife Webergasse | [ 176 ]                      |  |
| 04.08.2006 | Neutrassierung       | Freiberger/Hertha-Lindner-Straße – Freiberger Straße – Postplatz | [ 177 ]                      |  |
| 29.11.2006 | Eröffnung            | Schweriner Straße – Freiberger/Hertha-Lindner-Straße | [ 177 ]                      |  |
| 13.08.2007 | Stilllegung          | Blasewitzer/Fetscherstraße – Johannstadt, Strbf. | [ 178 ]                      |  |
| 29.11.2008 | Eröffnung            | Gorbitz – Coventrystraße – Kesselsdorfer Straße – Kohlsdorfer Weg – Gompitz, Gompitzer Höhe (Pennrich) | [ 179 ]                      |  |
| 29.05.2011 | Eröffnung            | Friedrich-/Vorwerkstraße – eigener Bahnkörper – Schlachthofstraße – Messering – Zur Messe – eigener Bahnkörper – Messe Dresden | [ 180 ]                      |  |
| 23.12.2017 | Eröffnung            | Gleisschleife Infineon Süd (Ersatz für Gleisschleife Diebsteig) | [ 181 ]                      |  |
| 04.02.2018 | Stilllegung          | Gleisschleife Diebsteig | [ 182 ] [ 183 ]              |  |
| 14.01.2019 | Stilllegung          | Tiergartenstr./Franz-Liszt-Straße – Franz-Liszt-Straße – Wasastraße – Wasaplatz – Lockwitzer Str. (bis Lannerstr.) (Umverlegung in die Oskarstraße, Umbau Wasaplatz) | [ 18 ]                       |  |
| 06.07.2019 | Inbetriebnahme       | Tiergartenstr./Franz-Liszt-Straße – Tiergartenstraße – Oskarstraße – Wasaplatz – Lockwitzer Str. (bis Lannerstr.) (Umverlegung) | [ 184 ]                      |  |
| 11.09.2024 | Stilllegung          | Carolaplatz – Carolabrücke – St. Petersburger Straße – Pirnaischer Platz (Teileinsturz Carolabrücke) | , letzte Befahrung 2.50 Uhr  |  |

## Betriebshöfe

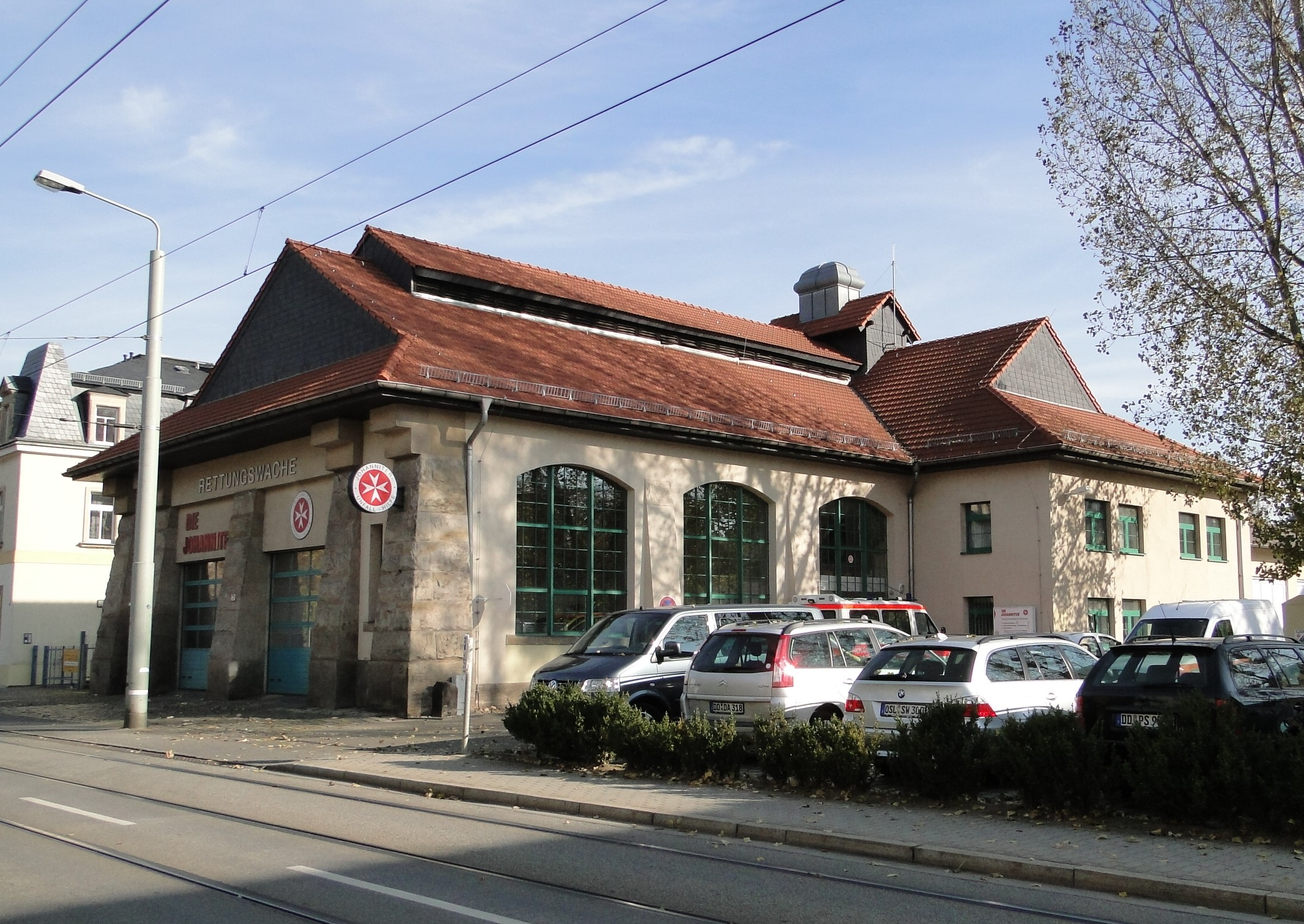
Ehemaliges Straßenbahndepot der Dresdner Vorortsbahn in der Stephensonstraße

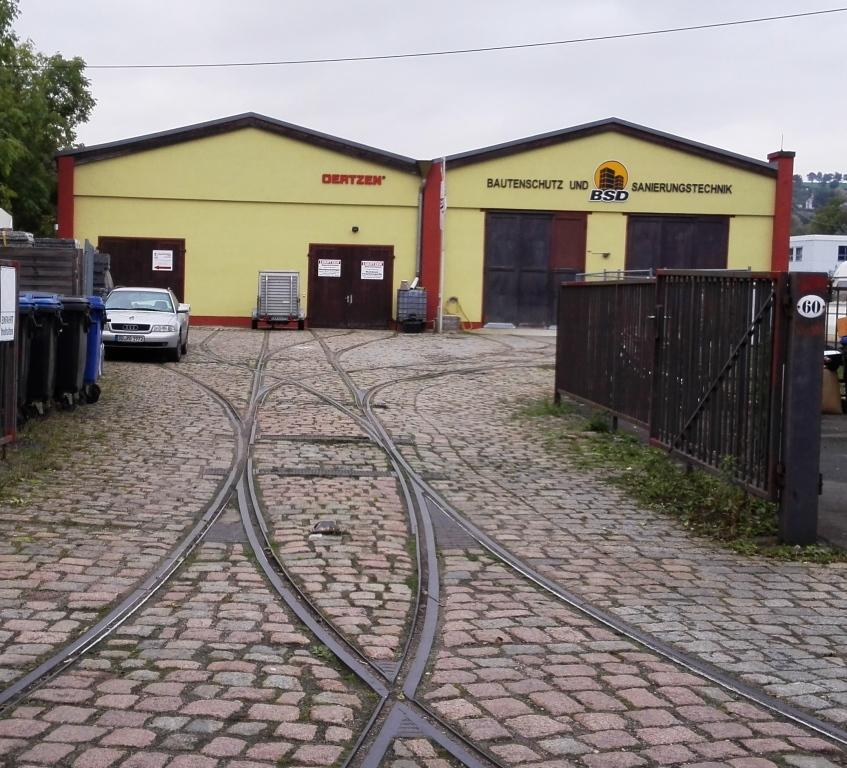
Ehemaliger Straßenbahnhof Gohlis der Vorortbahn Cotta–Cossebaude

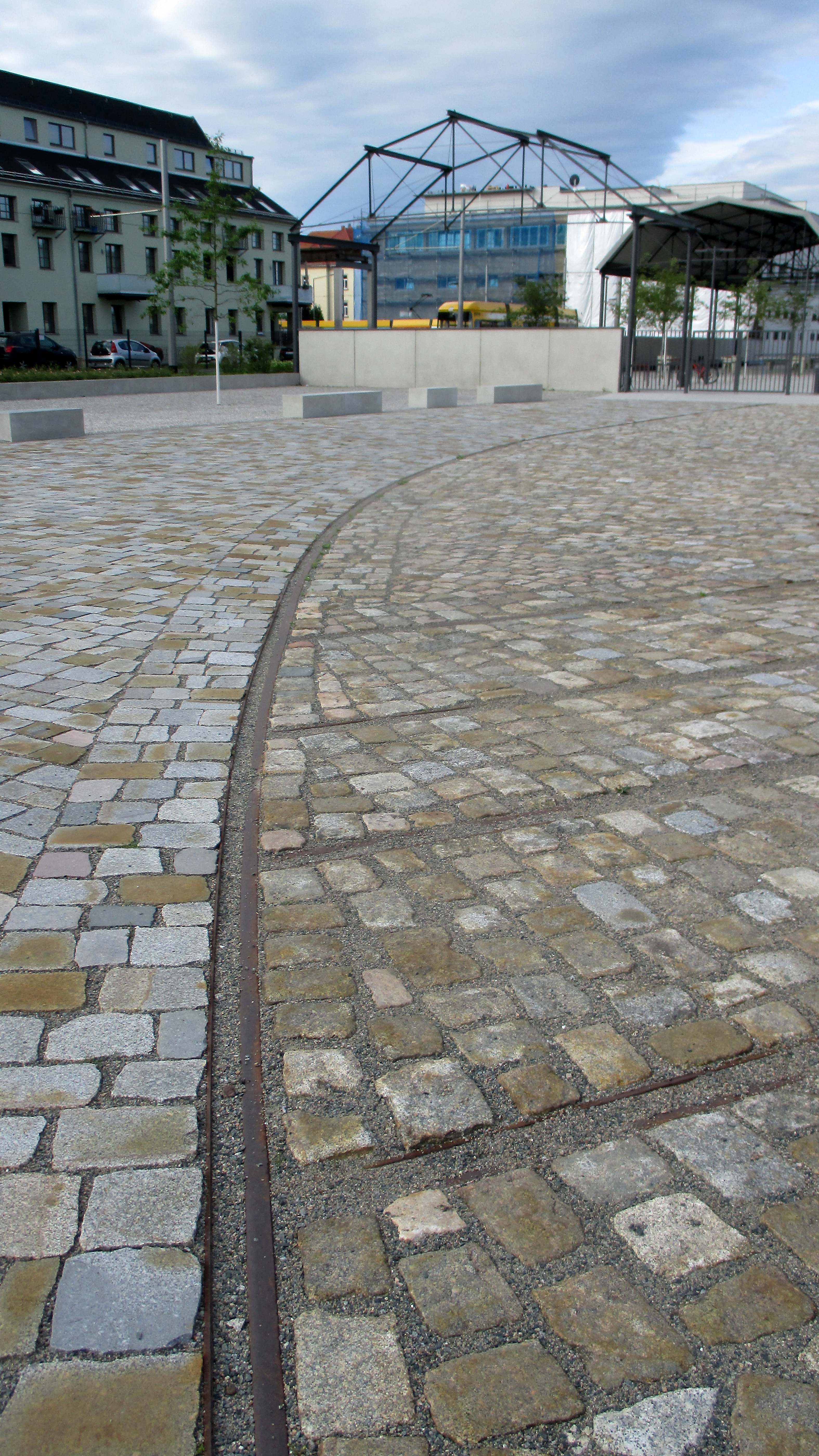
Umgenutzter Straßenbahnhof Tolkewitz als Schulcampus mit erhaltenen Gleisresten und angedeuteter Wagenhalleneinfahrt, links das umgenutzte ehemalige Volksbad Tolkewitz

Name in Klammern: Keine offizielle Benennung bekannt bzw. vorhanden. Angaben nach Michael Kochems: Straßen- und Stadtbahnen in Deutschland. Band 18: Sachsen (1), EK-Verlag, Freiburg 2017, ISBN 978-3-8446-6854-4, S. 134 mit Berichtigungen und weiterführenden Ergänzungen. heute meint den Stand von Sommer 2020.
| Name              | Adresse                    | Eröffnung | Schließung | Anmerkungen |
| ----------------- | -------------------------- | --------- | ---------- | --- |
| Bühlau            | Bautzner Landstraße 92     | 1899      | 2003       | heute: Schwimmbad Bühlau |
| Bünaustraße       | Bünaustraße 48             | 1882      | 1900       | 1911–1913 mit Wohnbauten für Bedienstete der Städt. Straßenbahn bebaut („Erlweinhäuser“, nach deren Architekt Hans Erlwein benannt)                                                                           |
| Coswig            | Hirtenweg 3                | 1929      | 2005       | heute: mit Einkaufszentrum und Rathaus überbaut |
| Deuben            | Dresdner Straße 180        | 1902      | 1974       | Plauensche Grundbahn, 1000 mm Deubener Güterbahn und 1450 mm ab 1921: Straßenbahnhof Freital, heute: ZOB |
| (Friedrichstraße) | Friedrichstraße 65         | 1890      | 1922       | bis 1899 Pferdebahn, Schließung mit Inbetriebnahme Bhf. Waltherstraße heute: Gewerbehalle und Freifläche |
| Gohlis            | Meißner Straße 23          | 1906      | 1966       | heute: Kfz-Betrieb, Gleisreste noch vorhanden |
| Gorbitz           | Schlehenstraße 25          | 1996      | in Betrieb | |
| (Hertelstraße)    | Hertelstraße 6             | 1893      | 1894       | |
| Klotzsche         | Königsbrücker Landstraße 1 | 1916      | 1994       | ehemals Vorortbahn Arsenal–Klotzsche/Hellerau, 2004 Abbruch und Renaturierung |
| Kreischa          | Haußmannsplatz 1           | 1907      | 1977       | heute: Einkaufszentrum |
| Leuben            | Stephensonstraße 12        | 1903      | 1929       | 1903–1924: Spurweite 1000 mm (Dresdner Vorortsbahn) 1924–1929:Spurweite 1450 mm heute: Rettungswache der Malteser                                                                                             |
| Mickten           | Leipziger Str. 133         | 1897      | 1992       | bis 1899 Pferdebahn, Spurweite 1450 mm 1899–1930 Spurweite 1000 mm (Lößnitzbahn) und 1450 mm ab 1930 nurmehr Spurweite 1450 mm heute: Einkaufszentrum, Fassade Halleneinfahrt und Verwaltungsgebäude erhalten |
| Naußlitz          | Kesselsdorfer Str. 81      | 1900      | 1994       | heute: Einkaufszentrum, Dienstwohngebäude erhalten |
| Neugruna          | Tolkewitzer Straße 38      | 1872      | 1936       | 1872–1896 Pferdebahn 1936–1997 Omnibus- und 1949–1975 auch O-Bus-Betriebshof, seit 2010 Einkaufszentrum |
| Neustadt          | Wiesentorstraße 8          | 1881      | 1897       | bis 1901 zum Abstellen genutzt, nur Pferdebahn heute: Grün und Freifläche |
| (Ostra-Allee)     | Ostra-Allee 32             | 1890      | 1899       | nur Pferdebahn, bis 1906 noch Verwaltung heute: Straßenfläche (Hst. Kongresszentrum) und Grünfläche |
| Pfotenhauerstraße | Pfotenhauerstraße 106      | 1895      | 1992       | 1945 Fahrzeughalle zerstört und nicht wieder aufgebaut (Freiabstellung) heute: Max-Planck-Institut für molekulare Zellbiologie und Genetik                                                                    |
| Plauen            | Chemnitzer Str. 96         | 1873      | 1896       | nur Pferdebahn, heute: Wohn- und Geschäftshaus |
| Reick             | Mügelner Str. 28           | 1914      | in Betrieb | 2007 Totalumbau, Zufahrt nunmehr von Niedersedlitzer Straße |
| Striesen          | Borsbergstraße 39          | 1885      | 1899       | seit 1904: Autohaus |
| Tolkewitz         | Wehlener Straße 38         | 1899      | 2007       | bis 2015 noch Abstellen von T4D, heute: Schulcampus Tolkewitz, Gleisreste noch vorhanden |
| Trachenberge      | Trachenberger Straße 38    | 1891      | in Betrieb | ursprünglich: Trachenberger Straße, später kurz Trachenberge, obwohl auf Gemarkung Pieschen liegend |
| Waltherstraße     | Waltherstraße 9            | 1926      | in Betrieb | seit 1996 nur für Gleisbau-, Betriebs- und Arbeitsfahrzeuge |